# Schatkamer van de Onze-Lieve-Vrouwebasiliek (Maastricht)
De schatkamer van de Onze-Lieve-Vrouwebasiliek is een museum van religieuze kunst en kunstvoorwerpen in de Basiliek van Onze-Lieve-Vrouw in de Limburgse hoofdstad Maastricht.

## Geschiedenis van de kerkschat
De Onze-Lieve-Vrouwebasiliek bezit een belangrijke kerkschat, die in de loop der eeuwen door het kapittel en later door het parochiebestuur is bijeengebracht. Een van de belangrijkste aanwinsten moet het Byzantijns patriarchaalkruis zijn geweest, met daarin een vijftal grote kruisrelieken. Het kruis werd waarschijnlijk door een parochiaan uit Constantinopel meegebracht, nadat die stad in 1204 door kruisvaarders was ingenomen, samen met twee andere Byzantijnse schatten: het zogenaamde borstkruis van Constantijn de Grote en het Maria-enkolpion (reliekenhangertje). De oudste vermelding van het gebruik van relieken in de liturgie dateert uit 1286. Een aparte schatkamer als bewaarplaats voor de kerkschat wordt voor het eerst genoemd in het Liber Ordinarius uit het derde kwart van de 14e eeuw, maar bestond waarschijnlijk al eerder. In diezelfde ordinarius wordt ook het ambt van thesaurius (schatbewaarder) genoemd.

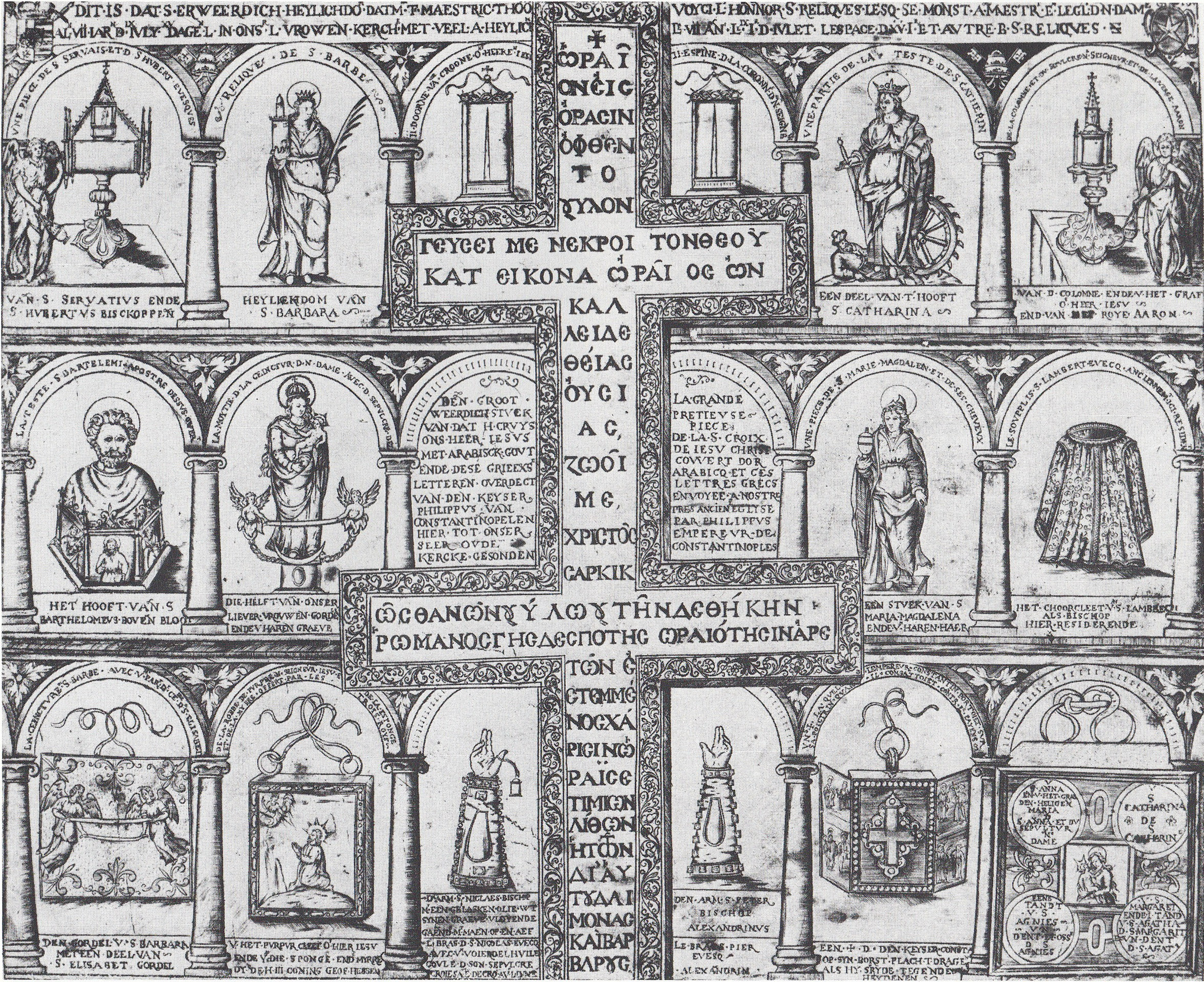
Toningsformulier reliekenschat

In de Middeleeuwen bestond er een grote rivaliteit tussen de twee Maastrichtse kapittelkerken. Het kapittel van Sint-Servaas was verreweg het grootste en rijkste kapittel van de stad. De kanunniken van de Sint-Servaaskerk beklaagden zich er meermaals over dat in de Onze-Lieve-Vrouwekerk relieken in het openbaar getoond werden – een voorrecht waarvan men meende dat het aan hun kerk was voorbehouden. Op die manier zou het kapittel van Onze-Lieve-Vrouwe pelgrims proberen weg te snoepen van de Sint-Servaaskerk. In de schatkamer van de Onze-Lieve-Vrouwebasiliek wordt een koperen gravureplaat uit omstreeks 1600 bewaard, die gebruikt werd om toningsformulieren af te drukken. Deze werden als souvenir aan bedevaartgangers aangeboden. Centraal op het formulier staat het Byzantijns patriarchaalkruis afgebeeld.
Door grote verliezen in de Franse Tijd is de kerkschat nog slechts een fractie van wat het ooit was. Maastricht werd in 1794 bezet door Franse revolutionaire troepen en kort daarna ingelijfd bij de Eerste Franse Republiek. De opheffing van het kapittel in 1797 werd voorafgegaan door een periode van zware oorlogsbelastingen, waardoor het kapittel zich genoodzaakt zag een groot deel van de goud- en zilverschat om te laten smelten. Ook later in de 19e en zelfs nog in de 20e eeuw zijn voorwerpen verloren gegaan doordat de kunsthistorische waarde ervan niet werd ingezien, of door diefstal. Vooral het verlies van het patriarchaalkruis en het 'kruisje van Constantijn' in 1837 wordt in Maastricht betreurd. Beide kruisreliekhouders werden door een overijverige ex-kanunnik aan paus Gregorius XVI geschonken en bevinden zich sinds 1838 in de schatkamer van de Sint-Pietersbasiliek in Vaticaanstad. Bij die schenking aan de paus bevond zich ook een oud reliekenboek, waarvan sindsdien elk spoor ontbreekt. In sommige gevallen zijn de reliekhouders verdwenen, maar bleven de relieken zelf bewaard. Van de zogenaamde gordel van Maria bleef het eigenlijke relikwie met een fragment van de oorspronkelijke reliekhouder bewaard. De bijbehorende verguld zilveren beelden van Maria en twee engelen, die het reliek droegen, werden in 1795 vrijwel zeker omgesmolten. Hetzelfde gebeurde met de zilveren reliekbustes van de heiligen Catharina, Maria Magdalena en Hubertus, en diverse armreliekhouders.
Een belangrijk keerpunt in de herwaardering van de kerkschat was de publicatie in 1872 van een studie van de Akense kanunnik en kunsthistoricus Franz Bock, in samenwerking met de kapelaan van de Sint-Servaaskerk, Michaël Willemsen.

## Huisvesting

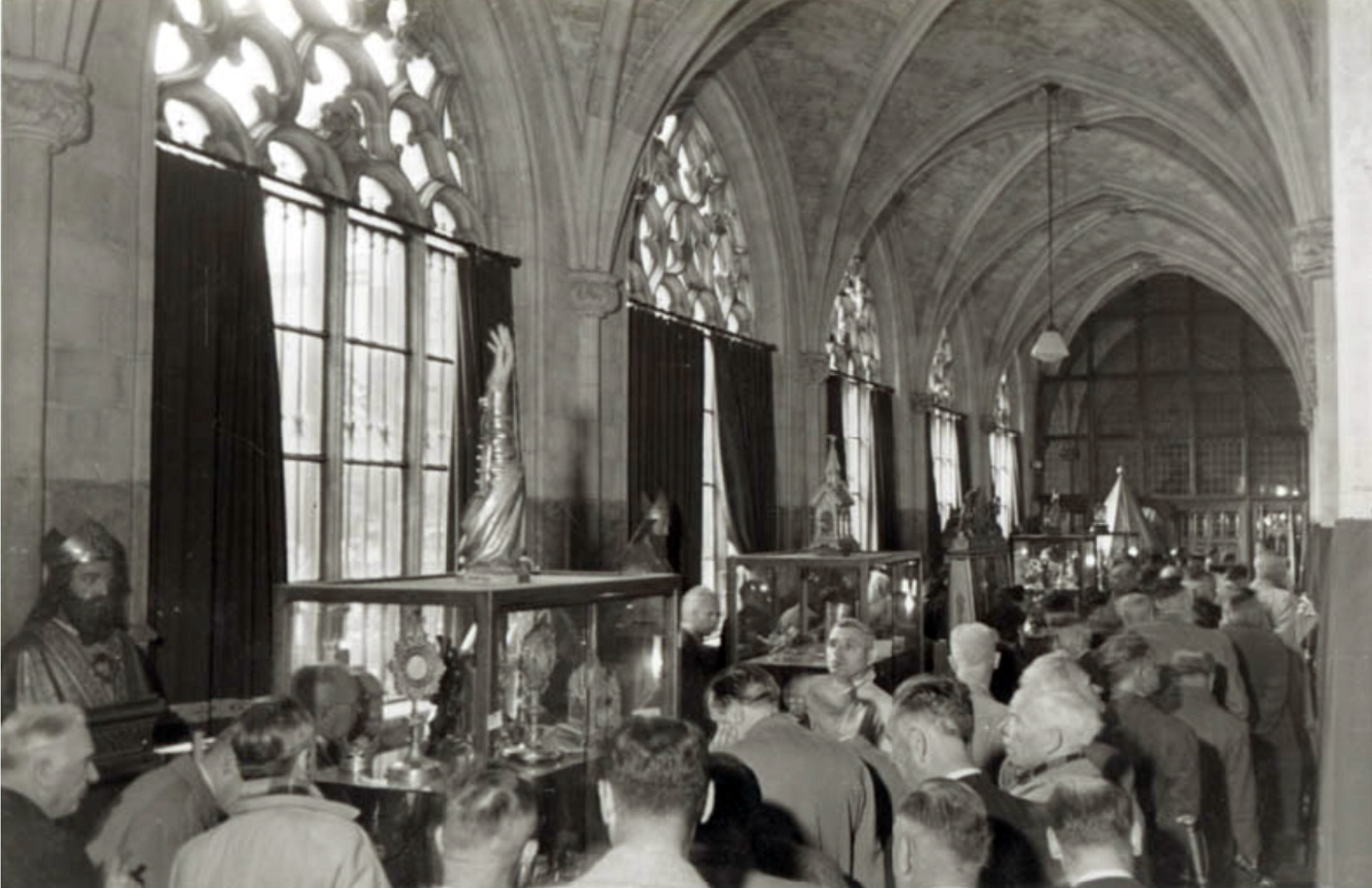
De schatkamer in de kruisgang, 1953

De schatkamer van de Onze-Lieve-Vrouwebasiliek is in de loop der eeuwen op verschillende plekken in het gebouw gehuisvest geweest. Een aparte ruimte voor de relieken wordt voor het eerst genoemd in de 14e eeuw. In de 17e eeuw was dit een ruimte in de Barbaratoren, de zuidoostelijke koortoren, alwaar ook de archieven en maten van de stad werden bewaard. Een custos (bewaarder) of officium thesauraii (ambt van schatbewaarder) hield toezicht op de kostbaarheden, die in een viertal kasten waren opgeborgen. Ook na het herstel van de kerk in 1837 was de schatkamer in de Sint-Barbaratoren gevestigd. Omstreeks 1895 werd de toren gerestaureerd. In 1933 werd de kerkschat overgebracht naar de oostelijke kruisgang, waar meer ruimte was voor een museale opstelling.
De schatkamer beschikt sinds 1968 over een nieuw pand aan de Plankstraat 9. Dit pand grenst aan de kruisgang, alwaar zich ook de ingang bevindt (toegankelijk vanaf het noordelijk transept van de kerk). Op de begane grond van de nieuwbouw bevindt zich een ruime, vochtvrije zaal van 10 × 17 meter. In 1992 werd de opnieuw verbouwde en heringerichte schatkamer geopend, waarmee een einde kwam aan het gebruik van de voor museale doeleinden ongeschikte kloostergang. Van 2022 tot 2024 was de schatkamer gesloten in verband met renovatie- en herinrichtingswerkzaamheden.

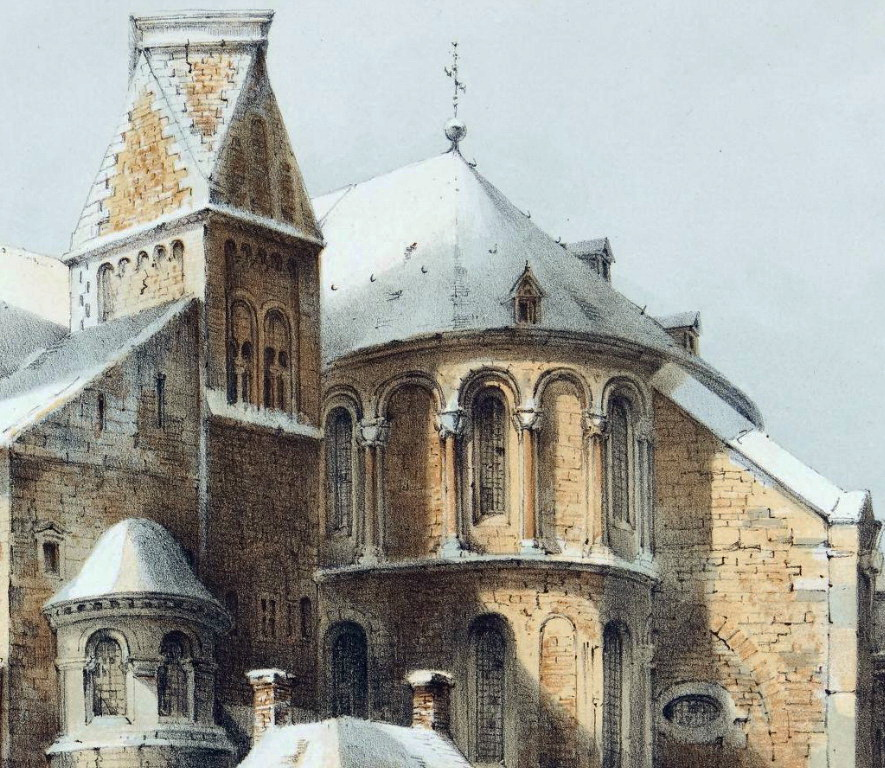
Sint-Barbaratoren, ca. 1850
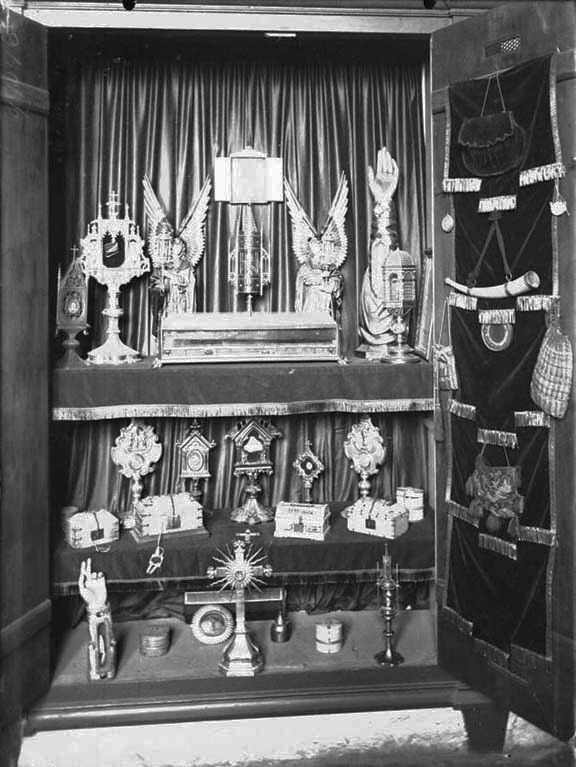
Reliekenkast, 1930
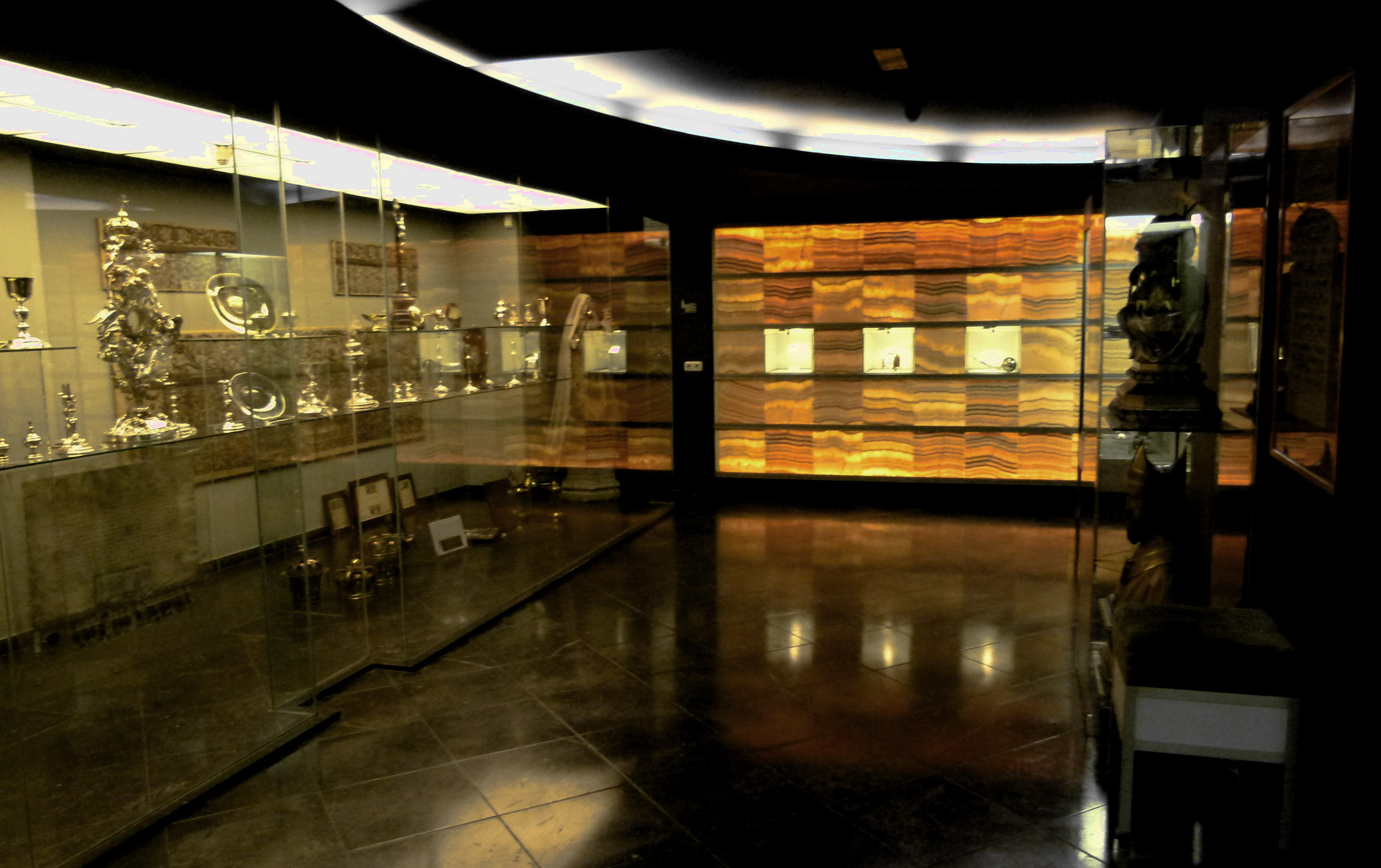
Hoofdzaal schatkamer, 2012
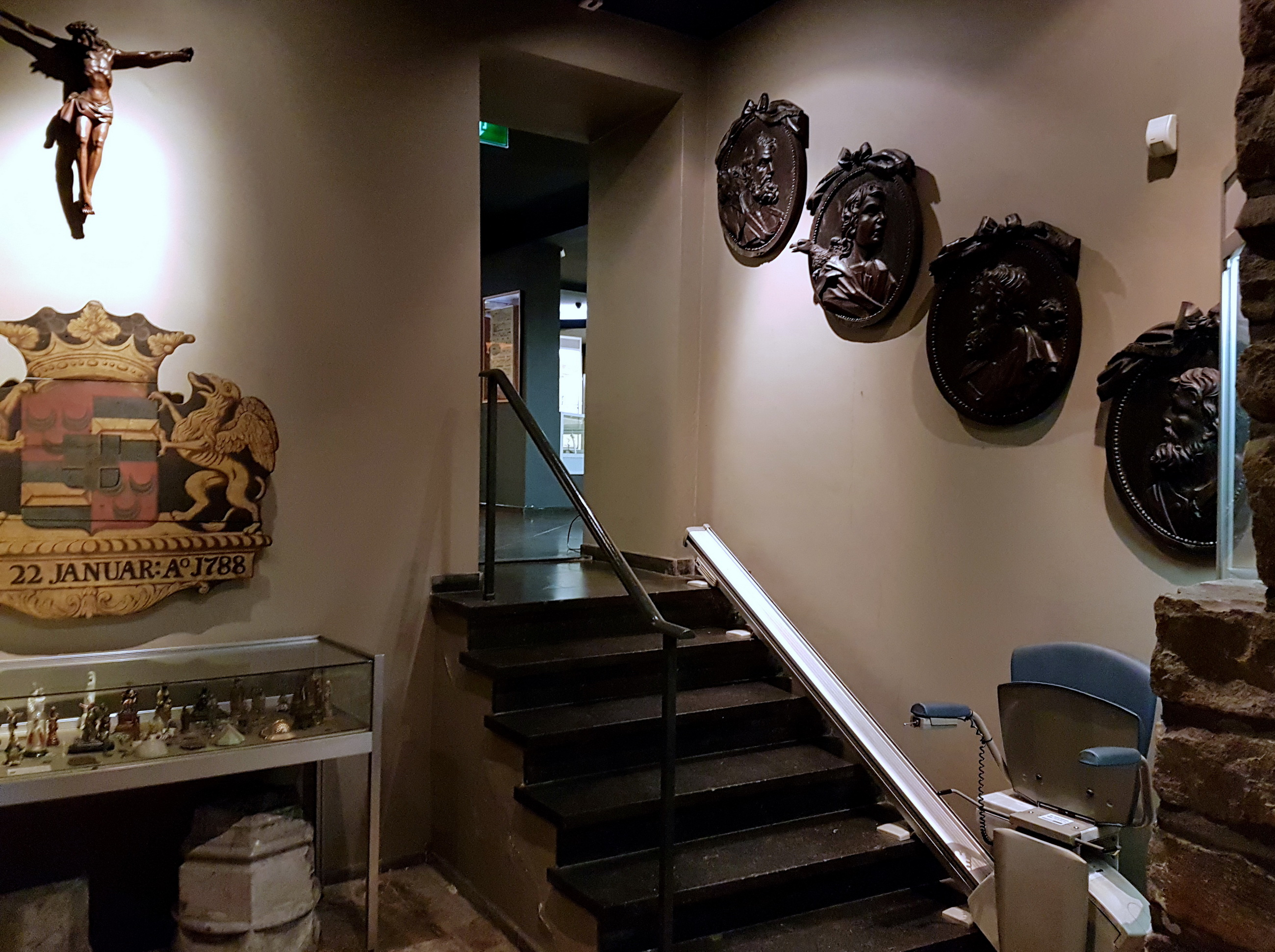
Entree schatkamer, 2017

## Collecties
De schat van de Onze-Lieve-Vrouwebasiliek bestaat uit drie afdelingen: relieken en reliekhouders, liturgische voorwerpen en textilia. De schatkamer bezit verder een collectie beelden, schilderijen, prenten, boeken, oorkonden en devotionalia, die echter meestal niet tot de historische kerkschat worden gerekend.

### Reliekhouders (edelmetaal)
De kerkschat van de Onze-Lieve-Vrouwebasiliek bestaat voor een groot deel uit kostbare reliekhouders, waarvan een aantal uit de middeleeuwen stammen.

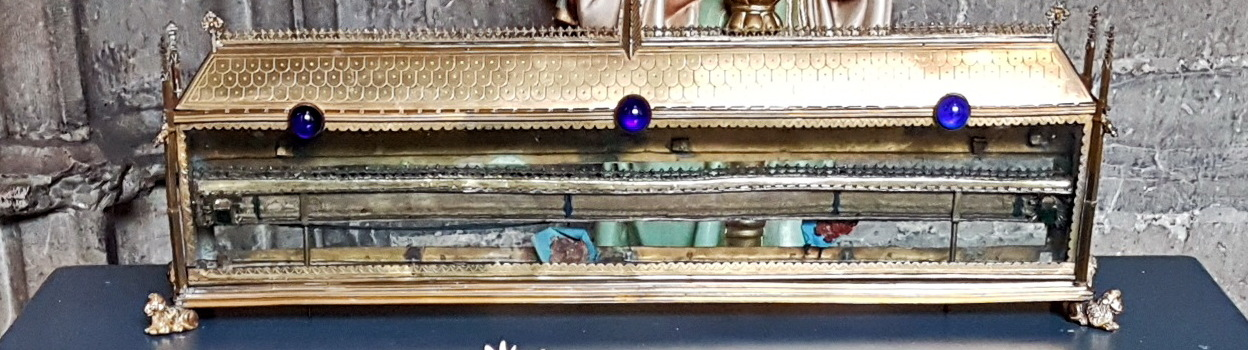
Reliekhouder met de gordel van Maria

Een belangrijk reliek is de zogeheten gordel van Maria, voor het eerst vermeld in 1286. Hoe de kerk het reliek verwierf is niet bekend. De Onze-Lieve-Vrouwekerk beweert slechts de helft van deze gordel te bezitten; de andere helft zou bewaard worden in de Dom van Aken, hoewel ook diverse andere kerken beweren een dergelijk reliek te bezitten. De huidige reliekhouder uit de late 19e eeuw bevat slechts een restant van het oorspronkelijke ensemble, dat bestond uit twee verzilverde 16e-eeuwse engelen die de langwerpige 14e-eeuwse reliekhouder vasthielden, en daartussen een groot verzilverd beeld van een Madonna met Kind, eveneens uit de 16e eeuw. De beelden werden in 1795 omgesmolten om de Franse oorlogsheffingen te kunnen betalen. Het reliek zelf is 55,5 cm lang en 2,5 cm breed en bestaat uit vijf lagen stof, waarvan de tweede en vierde identiek zijn. Tussen de eerste en tweede laag bevindt zich een cedula van perkament uit ca. 1450-1500. Waarschijnlijk is de middelste strook van ongekleurd linnen, die slechts 1,5 cm breed is, het oorspronkelijke reliek.
De belangrijkste metalen reliekhouders in de schatkamer zijn:
- Maria-enkolpion van goud en zilver met email cloisonné-voorstelling van Maria als Hagiosoritissa (Constantinopel, ca. 1100)[11]
- Reliekschrijntje van bergkristal en verguld koper (Frankrijk, vroege 13e eeuw)[12]
- Reliekhouder met de gordel van Maria (deels 14e, deels 19e eeuw)
- Twee zilveren ostensoria (beide Maas-Rijngebied, 14e en 15e eeuw)[13]
- Reliekentorentje met reliek van de Heilige Barbara (Maastricht?, 16e eeuw; het bijbehorend beeld is in 1795 omgesmolten)[14]
- Vier bijna identieke barokke reliekhouders met relieken van Jezus (doornenkroon en kribbe) en Maria (haren en sluier)[15]
- Barokke reliekhouder met de trouwring van Maria (Maastrichts zilver, 1727)[16]

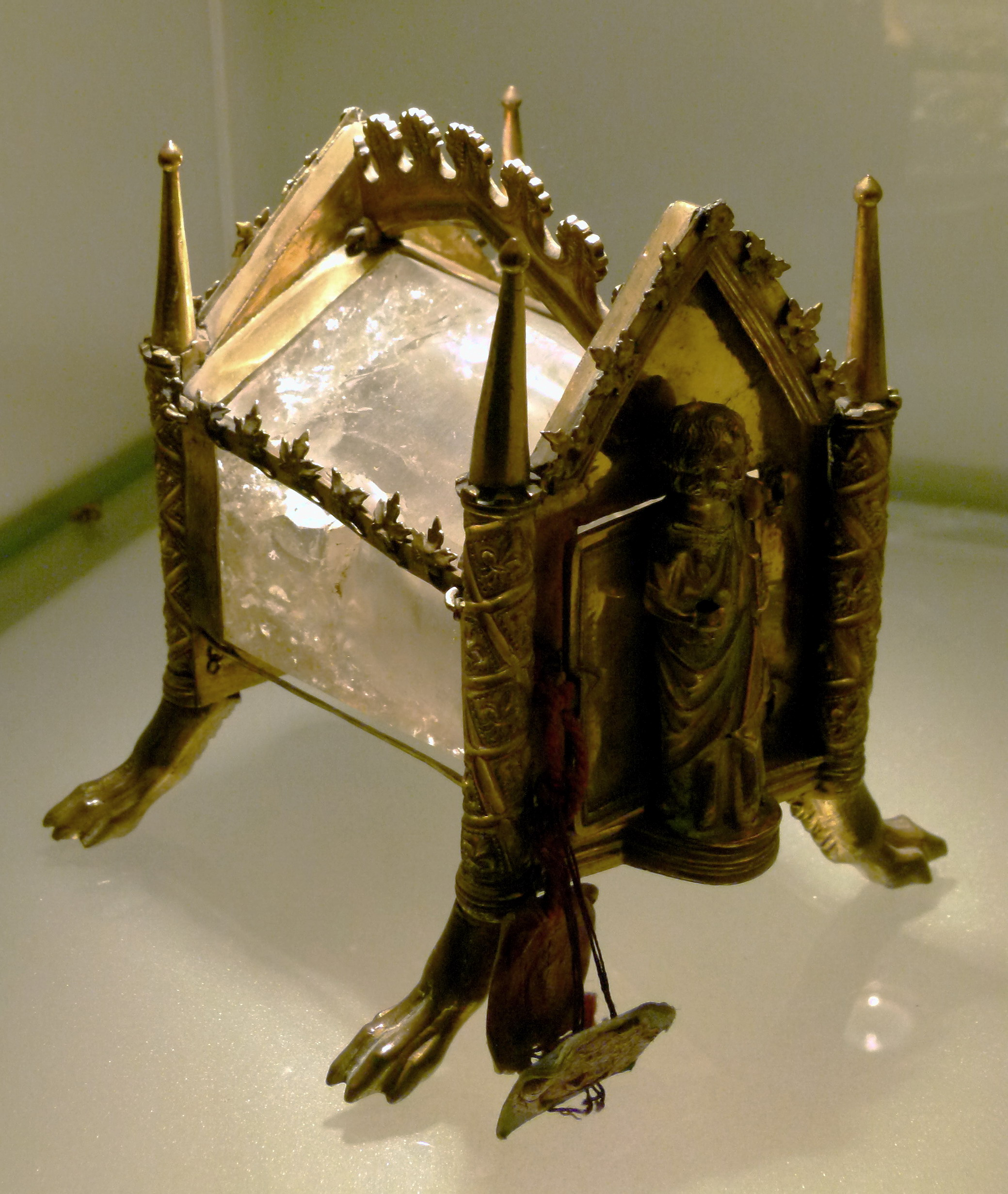
Reliekschrijntje, 13e eeuw
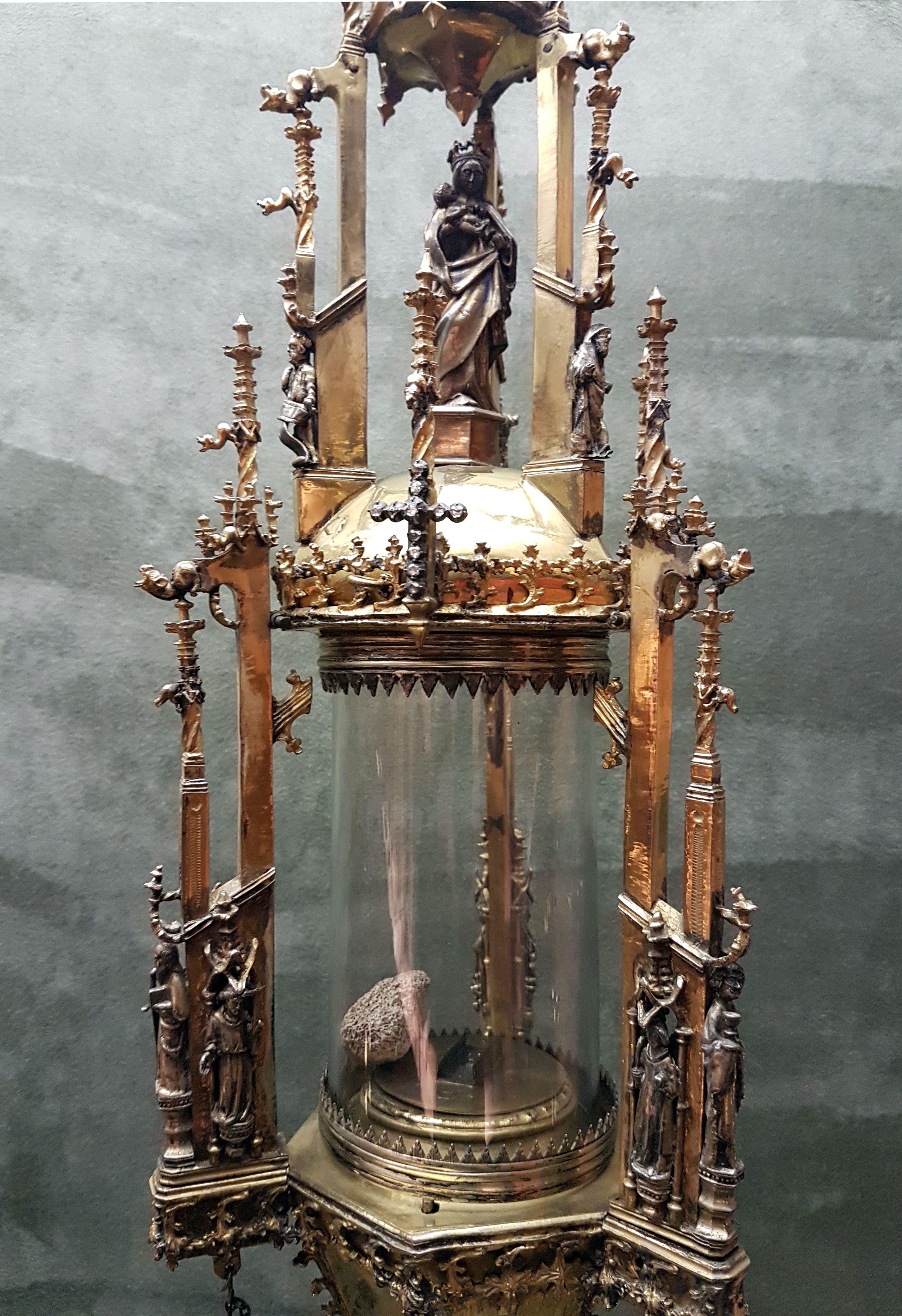
Ostensorium, 15e eeuw
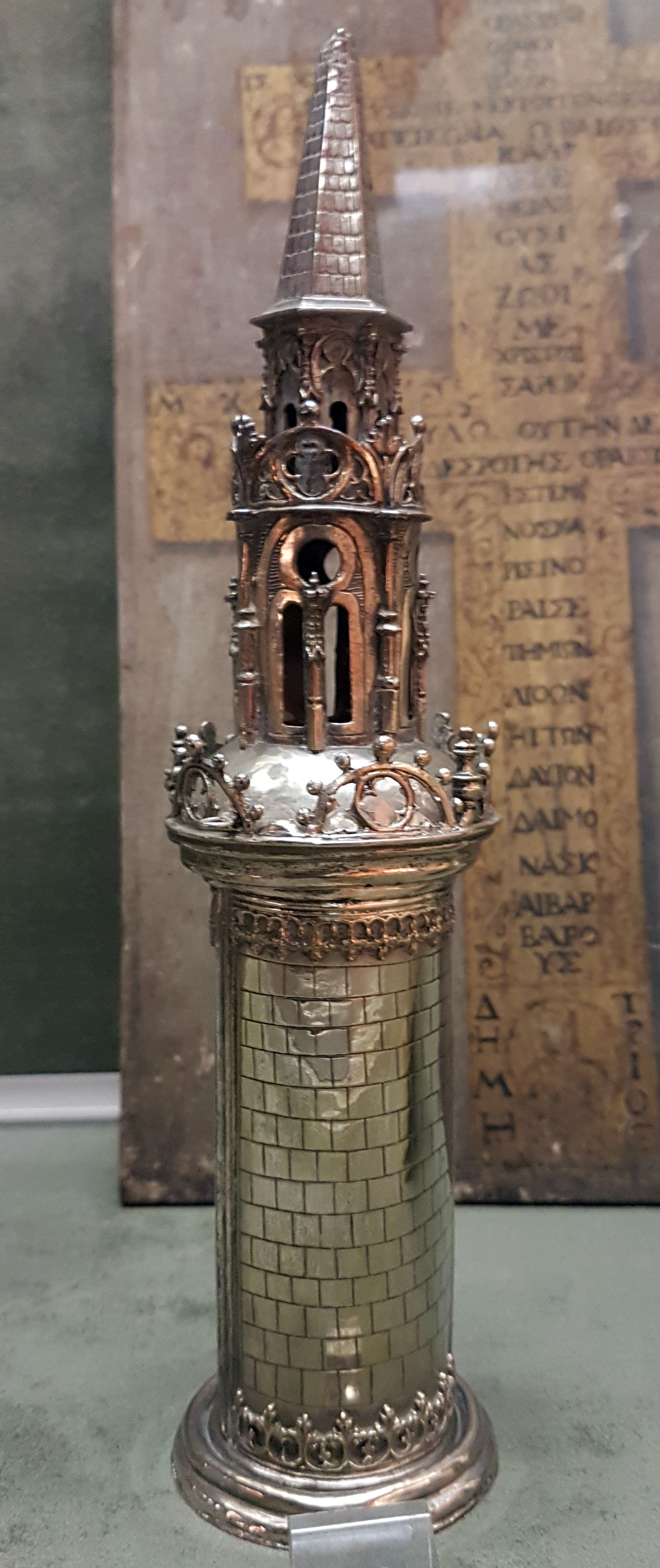
Reliekentorentje Sint-Barbara
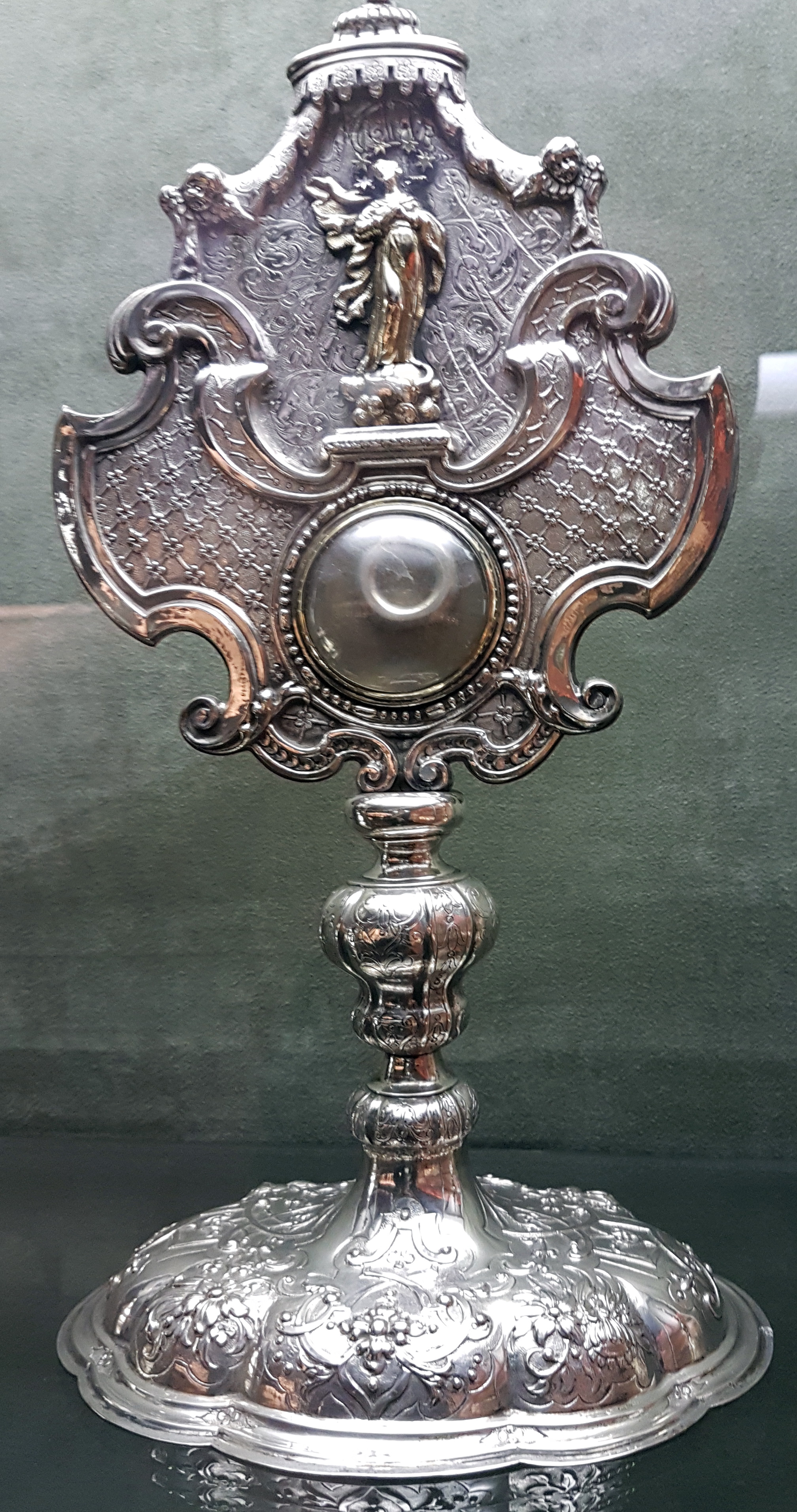
Trouwring van Maria, 1727

### Reliekhouders (hoorn, ivoor)
- Vikinghoorn (Denemarken?, 10e eeuw), oorspronkelijk een drinkhoorn van runderhoorn met loodzilverbeslag in de Jellingestijl[17]
- Twee reliekhoorns van ivoor, waarvan een met roodkoperbeslag (Zuid-Europa, 14e/15e eeuw)[17]
- Drie ivoren reliekkistjes (Zuid-Italië of Spanje, 12e/13e eeuw)[18]

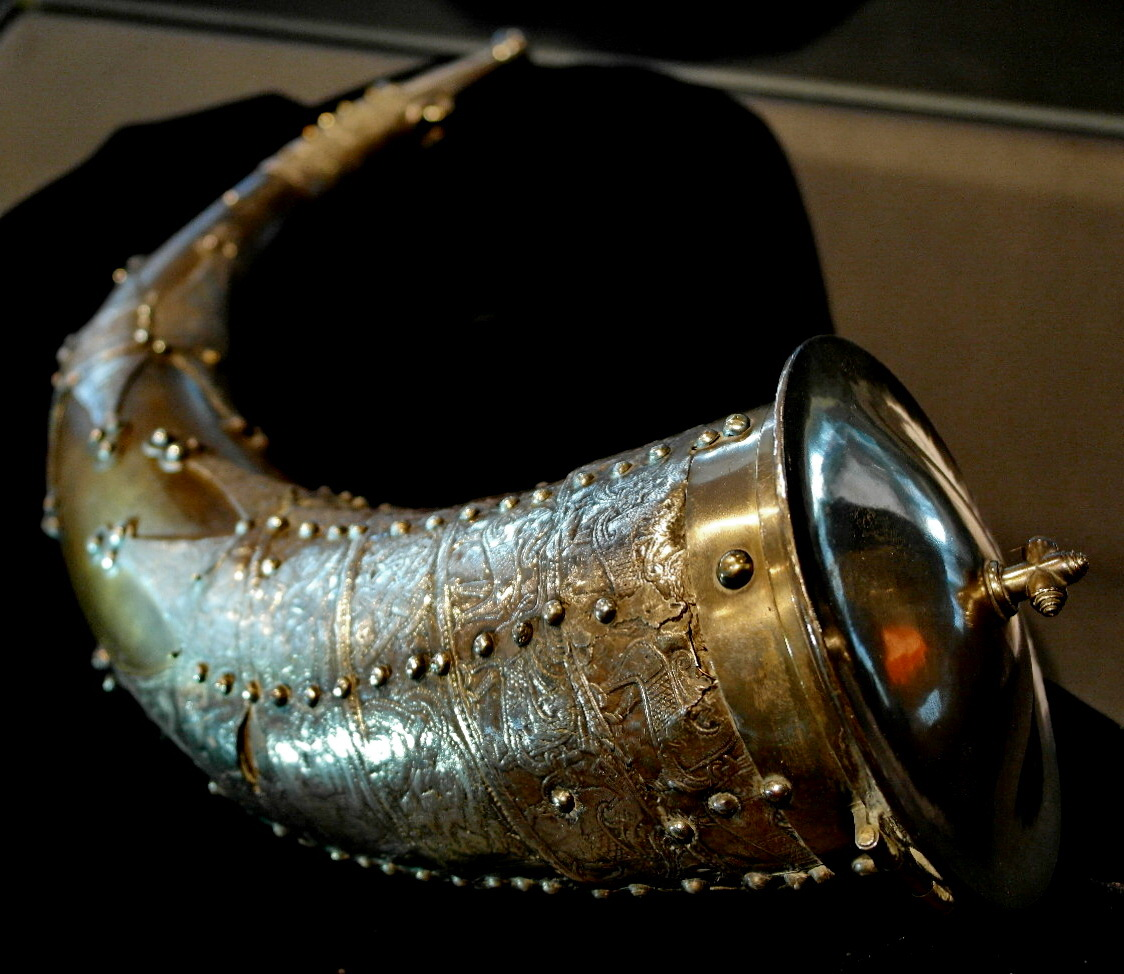
Scandinavische reliekhoorn, 10e eeuw
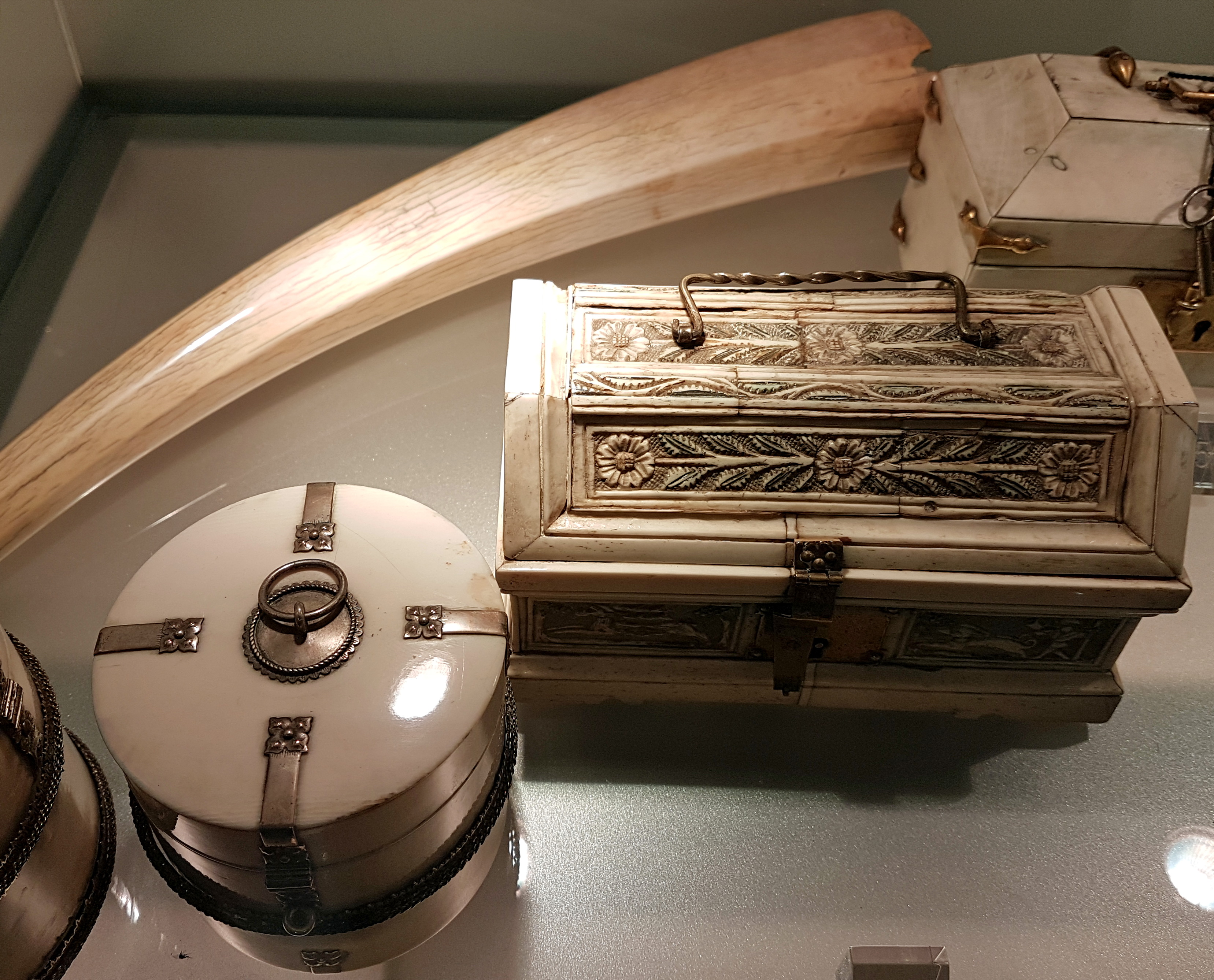
Diverse reliekhouders van ivoor
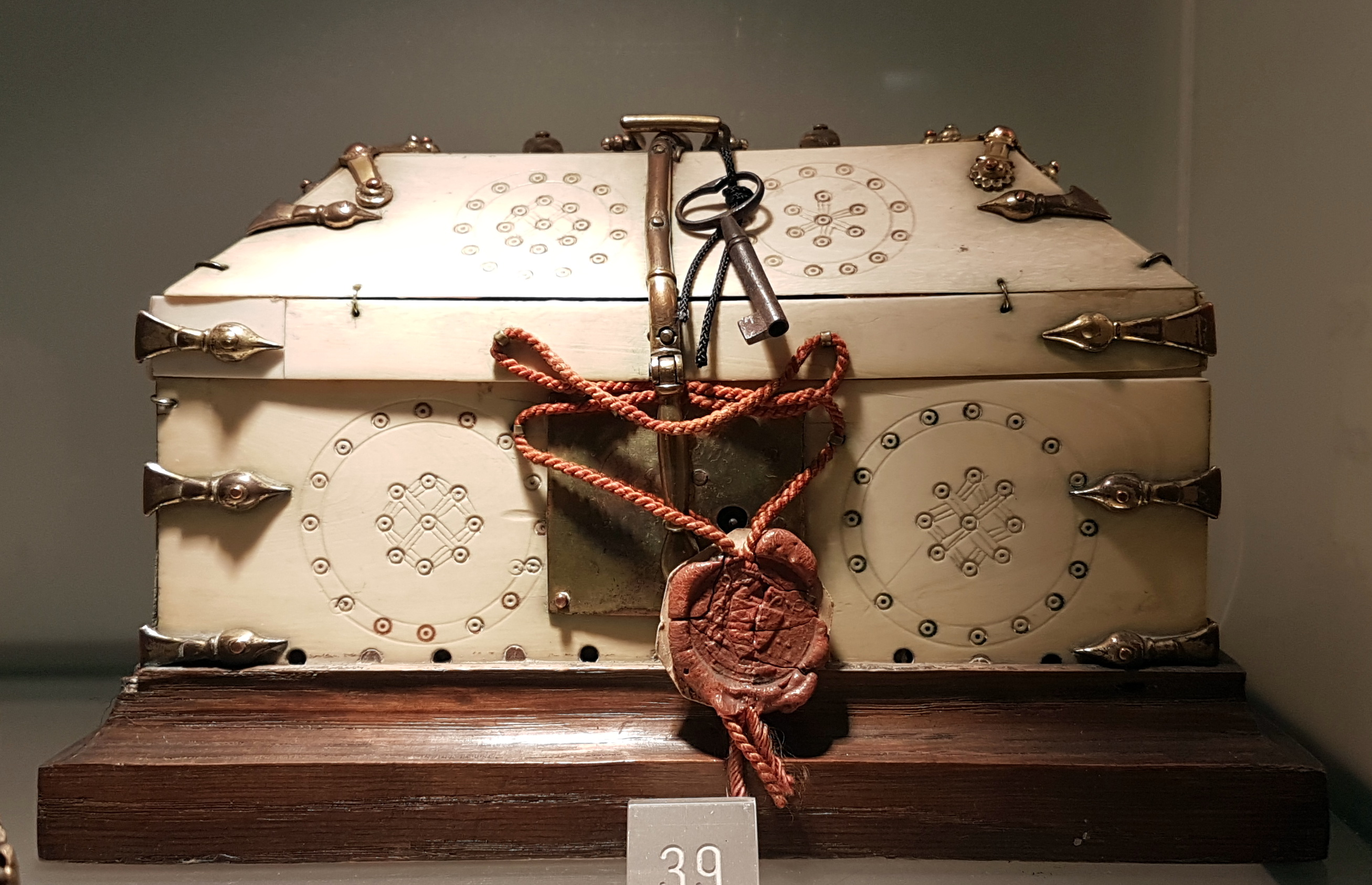
Reliekenkist, 13e eeuw
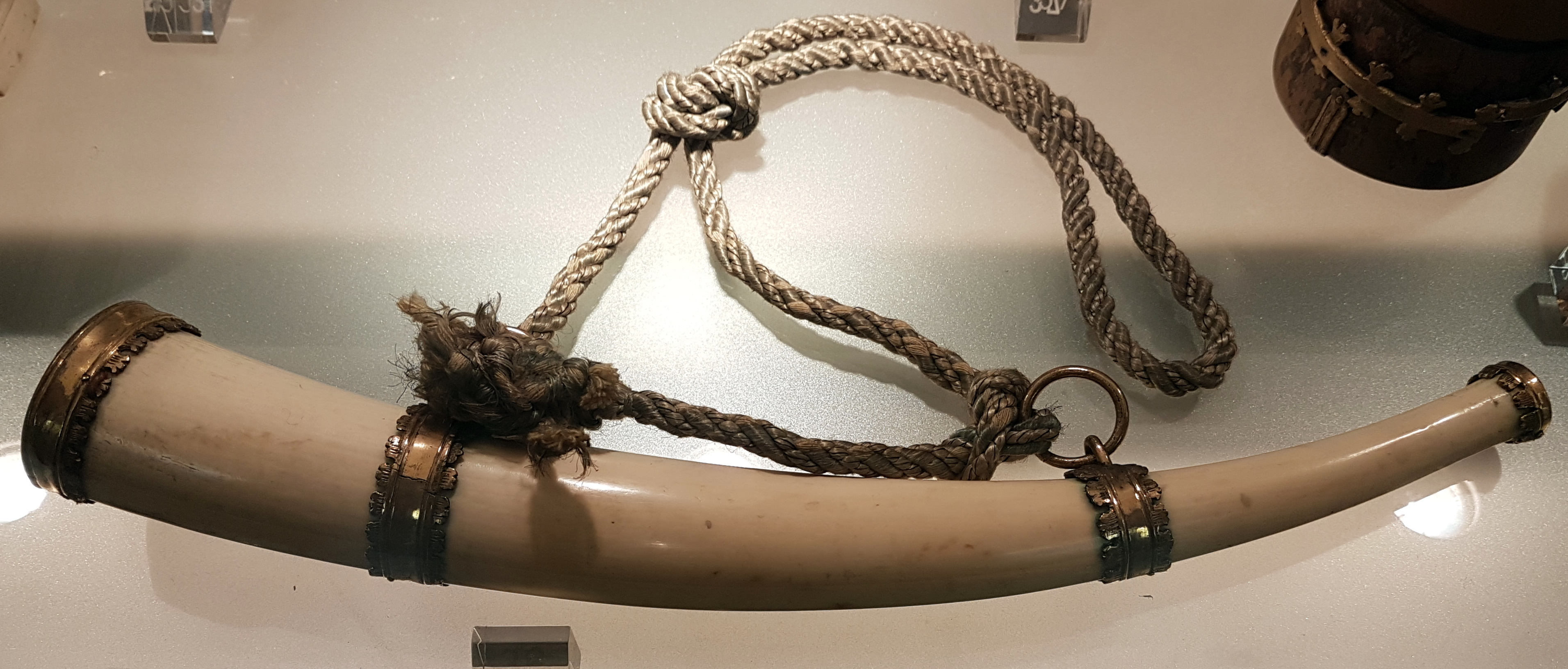
Reliekhoorn, 14e-15e eeuw

### Reliekhouders (hout, onedele metalen)
- Houten reliekhoorn (Duitsland, 15e eeuw)[17]
- Houten armreliekhouder van de heilige Tranquillus, een van de martelaren van het Thebaanse Legioen (Maaslands, 15e eeuw)[19]
- Diverse verguld houten reliekbustes van heiligen, onder anderen van de heilige apostel Bartolomeüs en de heilige bisschoppen van Maastricht Monulfus, Gondulfus en Hubertus[20]

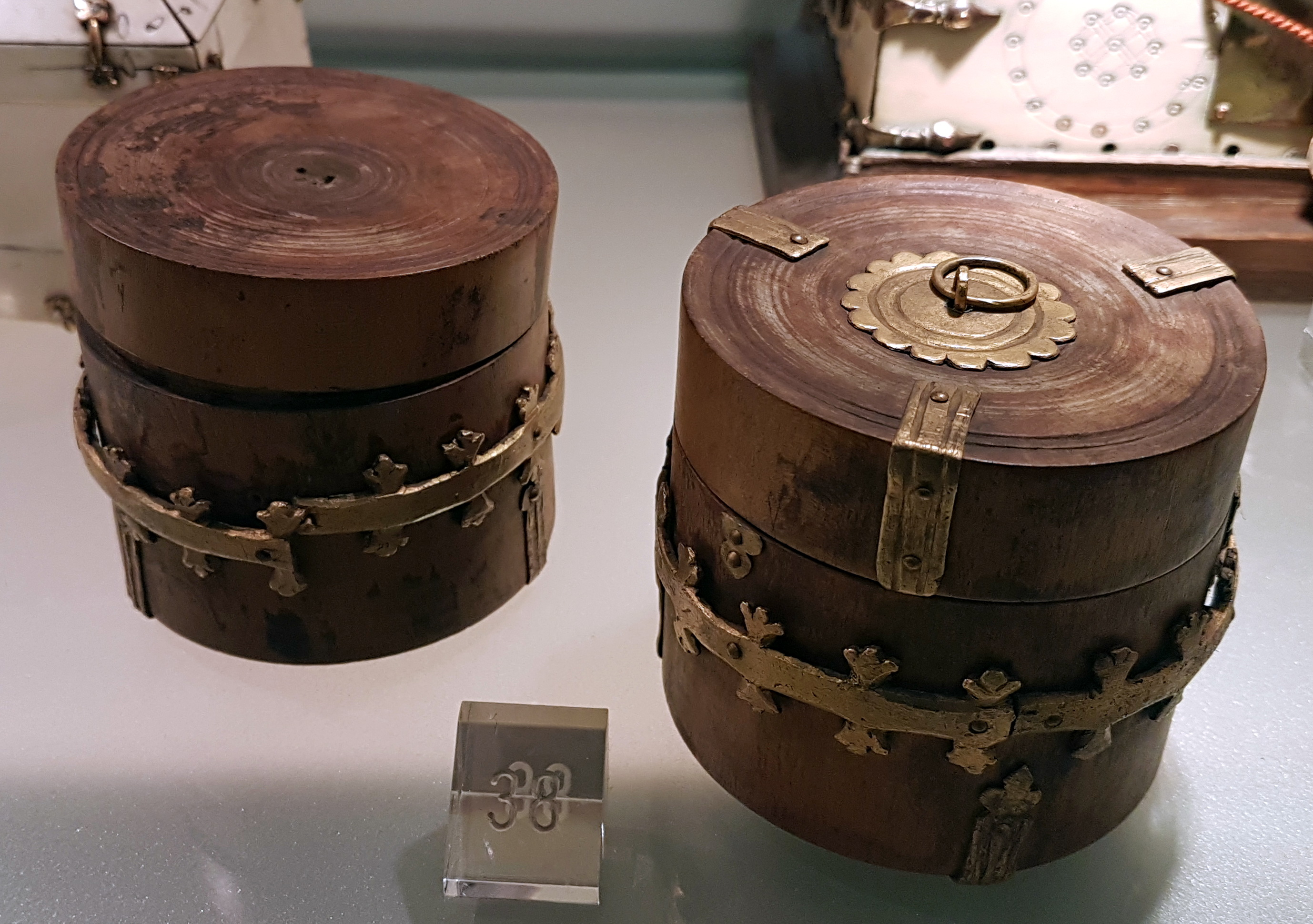
Houten doosjes, 14e/15e eeuw
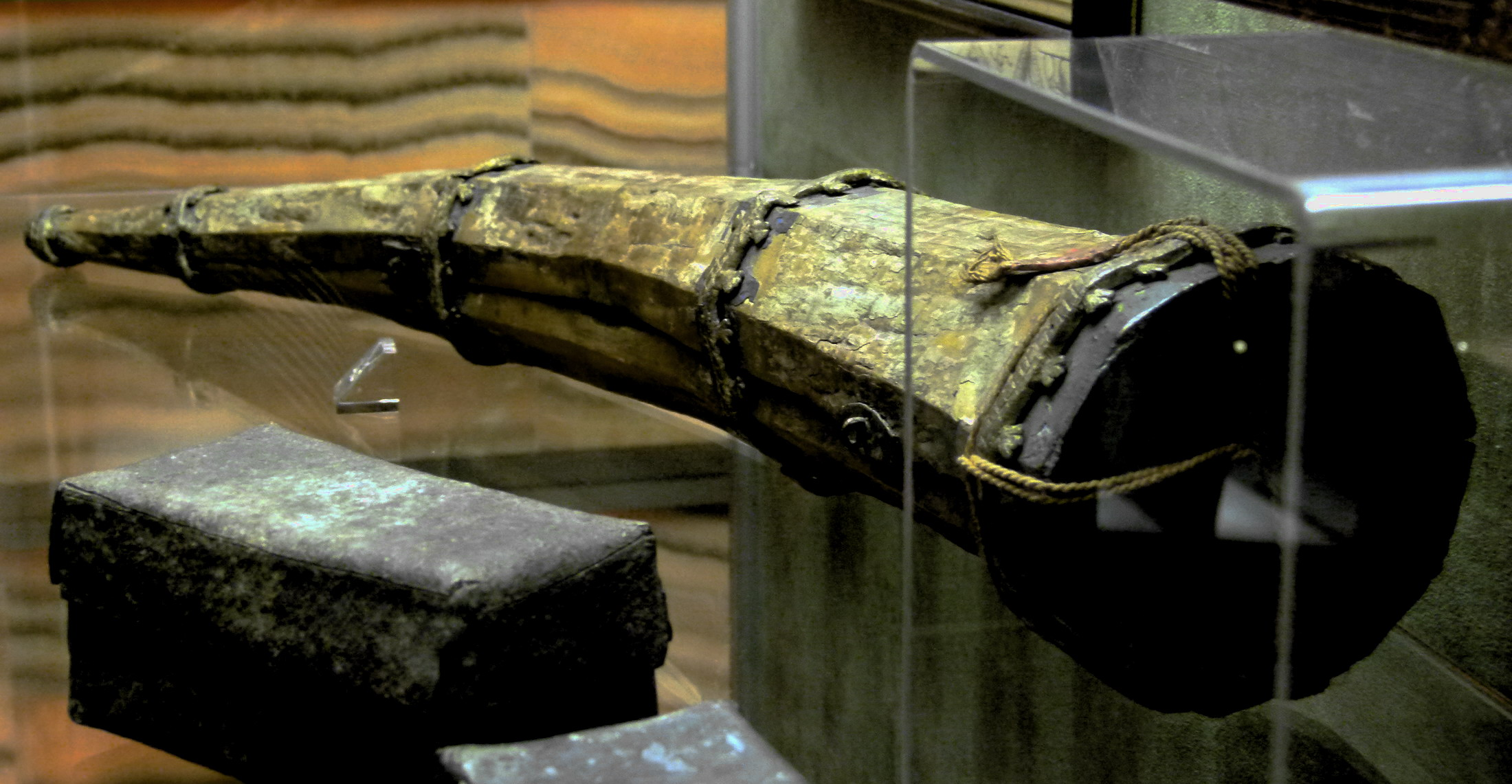
Houten reliekhoorn en loden reliekkistje, 15e eeuw
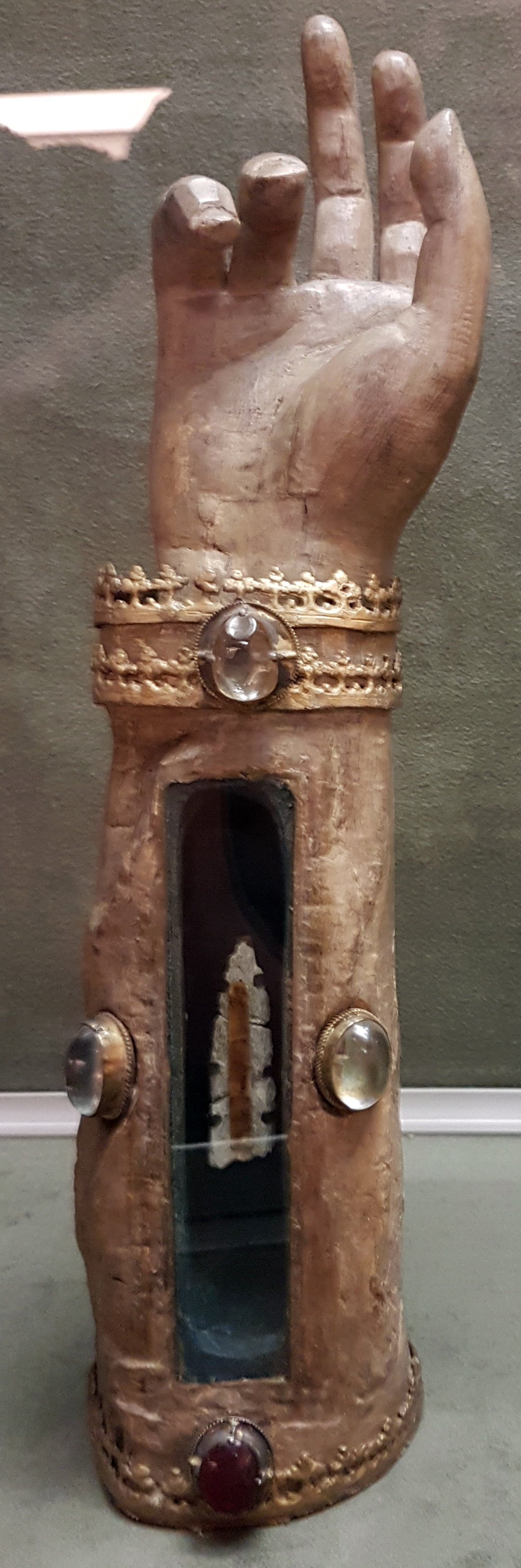
Reliekarm Sint-Tranquillus, 15e eeuw
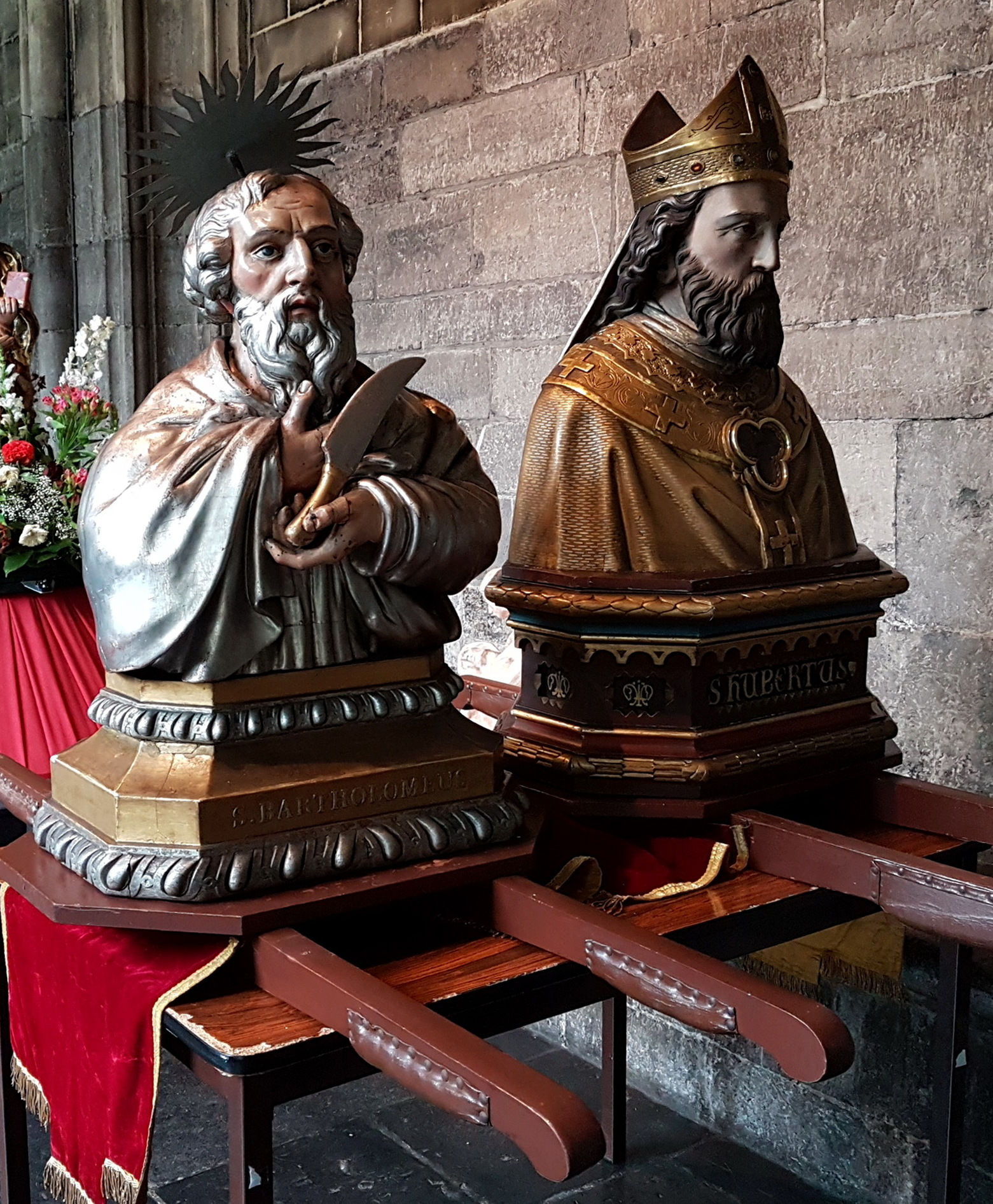
Reliekbustes Bartolomeüs en Hubertus, 19e eeuw

### Liturgische voorwerpen
Een belangrijk deel van de schatkamer is gereserveerd voor liturgisch vaatwerk en andere voorwerpen die bij de Rooms-katholieke liturgie worden gebruikt, zoals kelken, cibories, patenen, monstransen, wierookvaten, wierookscheepjes, kandelaars en processiekruisen. Dit is het deel van de kerkschat dat het meest geleden heeft onder de secularisering tijdens de Franse tijd. Veel gouden en zilveren voorwerpen werden toen omgesmolten om aan de heffingen te voldoen, die aan het kapittel waren opgelegd. Toch bleven nog enkele gotische en relatief veel barokkelken en -monstransen bewaard.

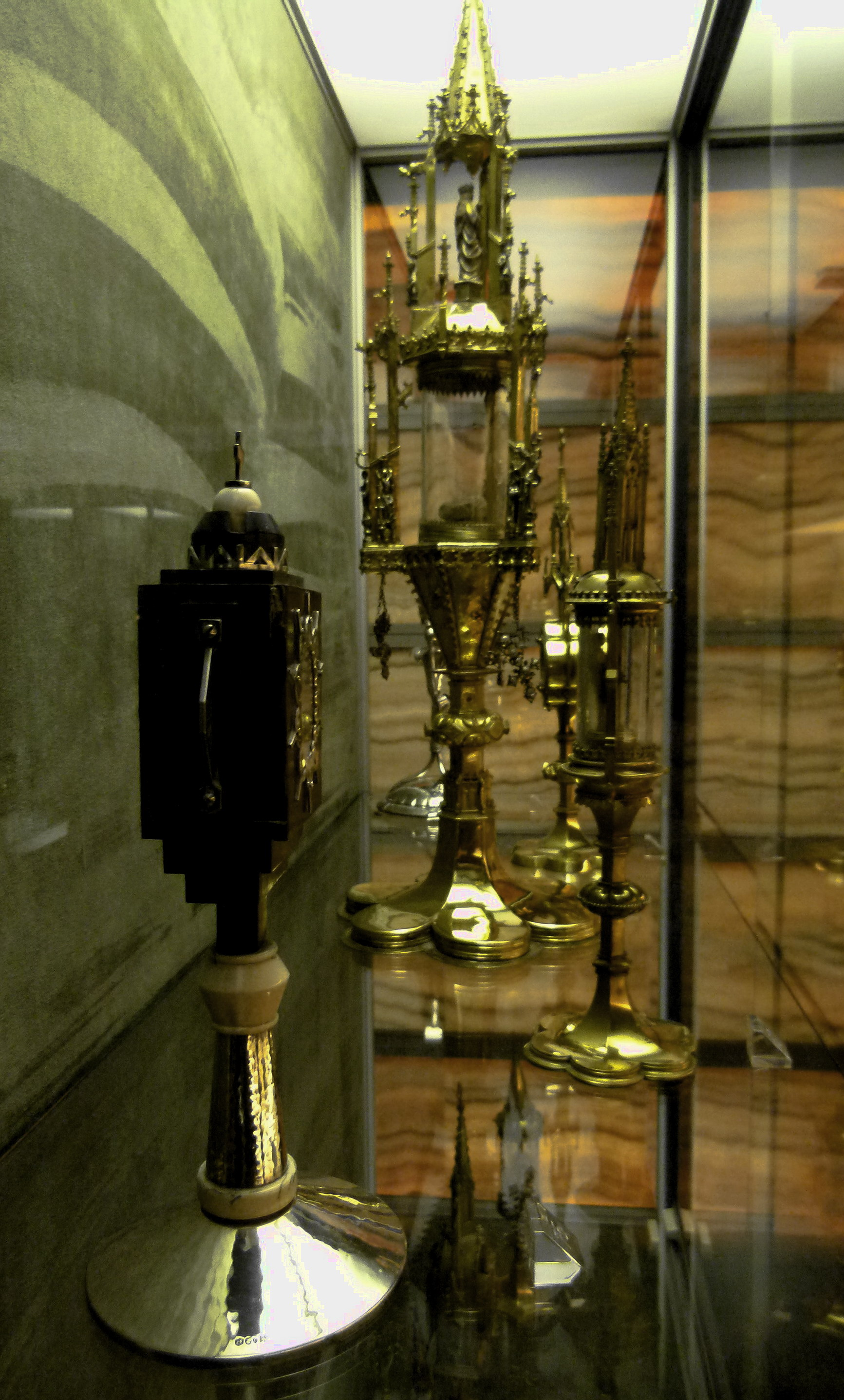
Monstrans/ostensorium, 15e eeuw
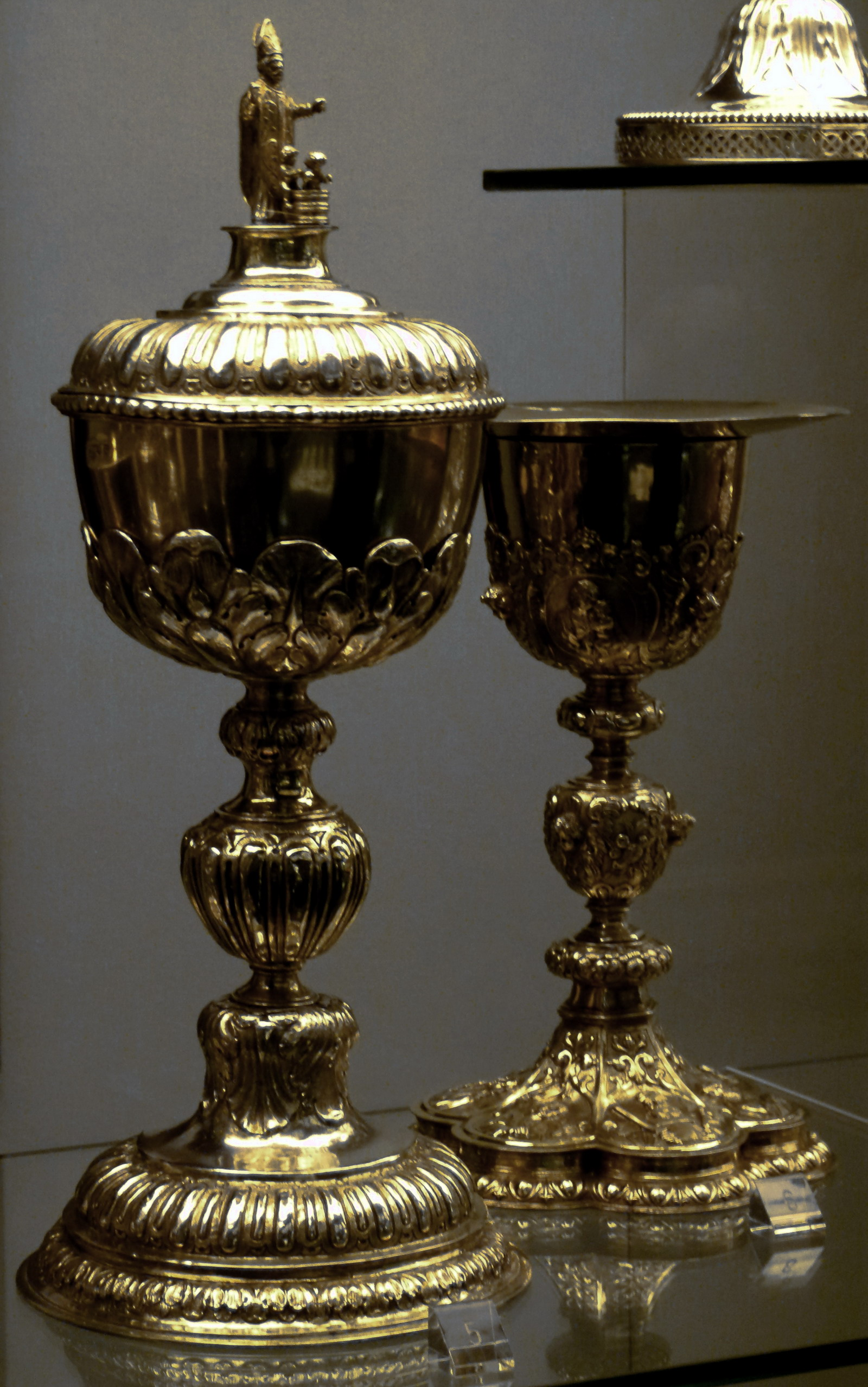
Ciborie, 17e eeuw
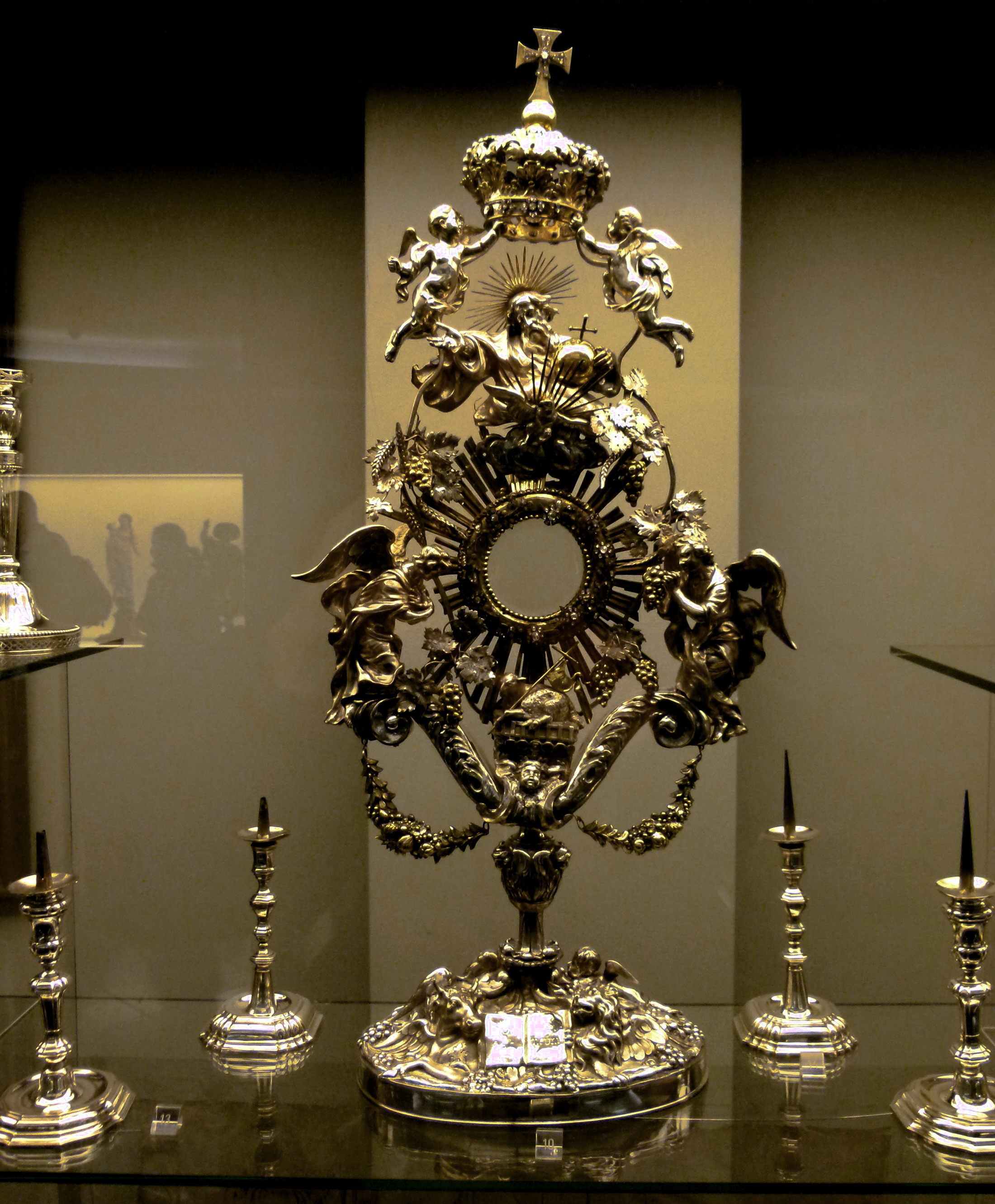
Monstrans en kandelaars, 17e/18e eeuw
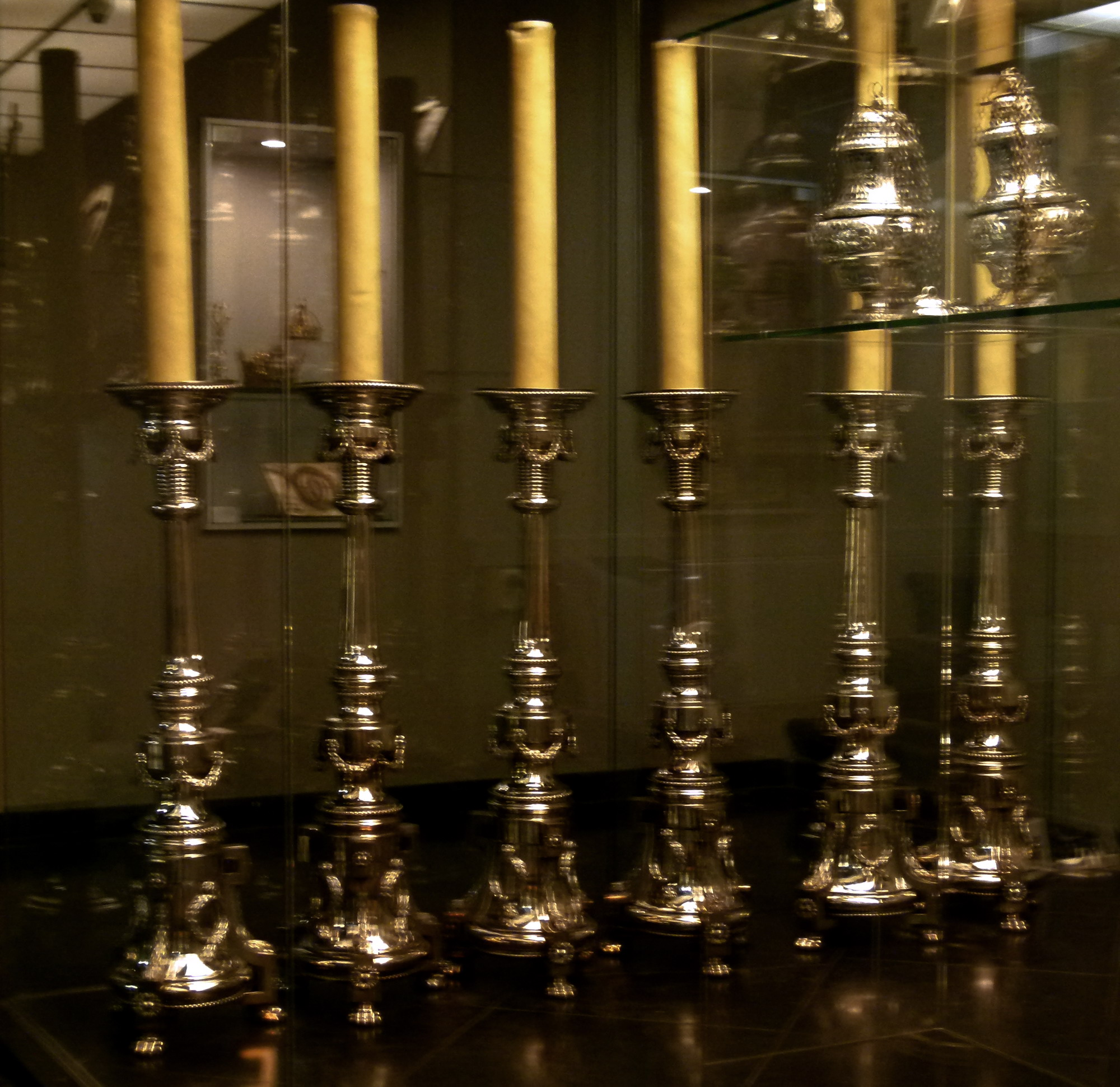
Kandelaars (18e eeuw

### Devotionalia
De afdeling devotionalia, beheerd door de Stichting "Santjes en Kantjes", is in feite een museum in een museum, met een uitgebreide verzameling devotieprentjes, bedevaartvaantjes, bidprentjes, rozenkransen, missiecollectebusjes, theca's, devotiebeeldjes en rooms kinderspeelgoed.

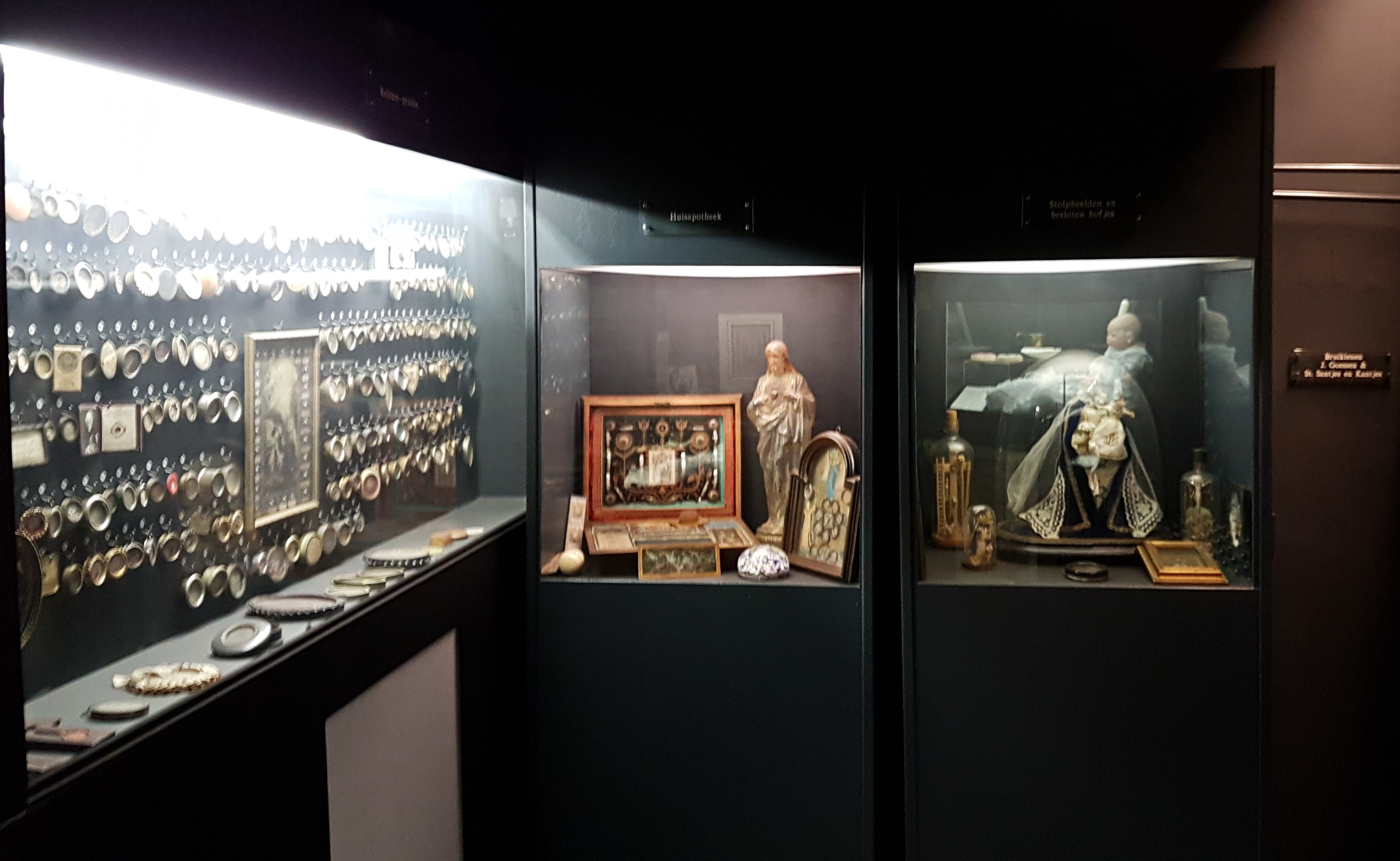
Overzicht collectie "Santjes en Kantjes"
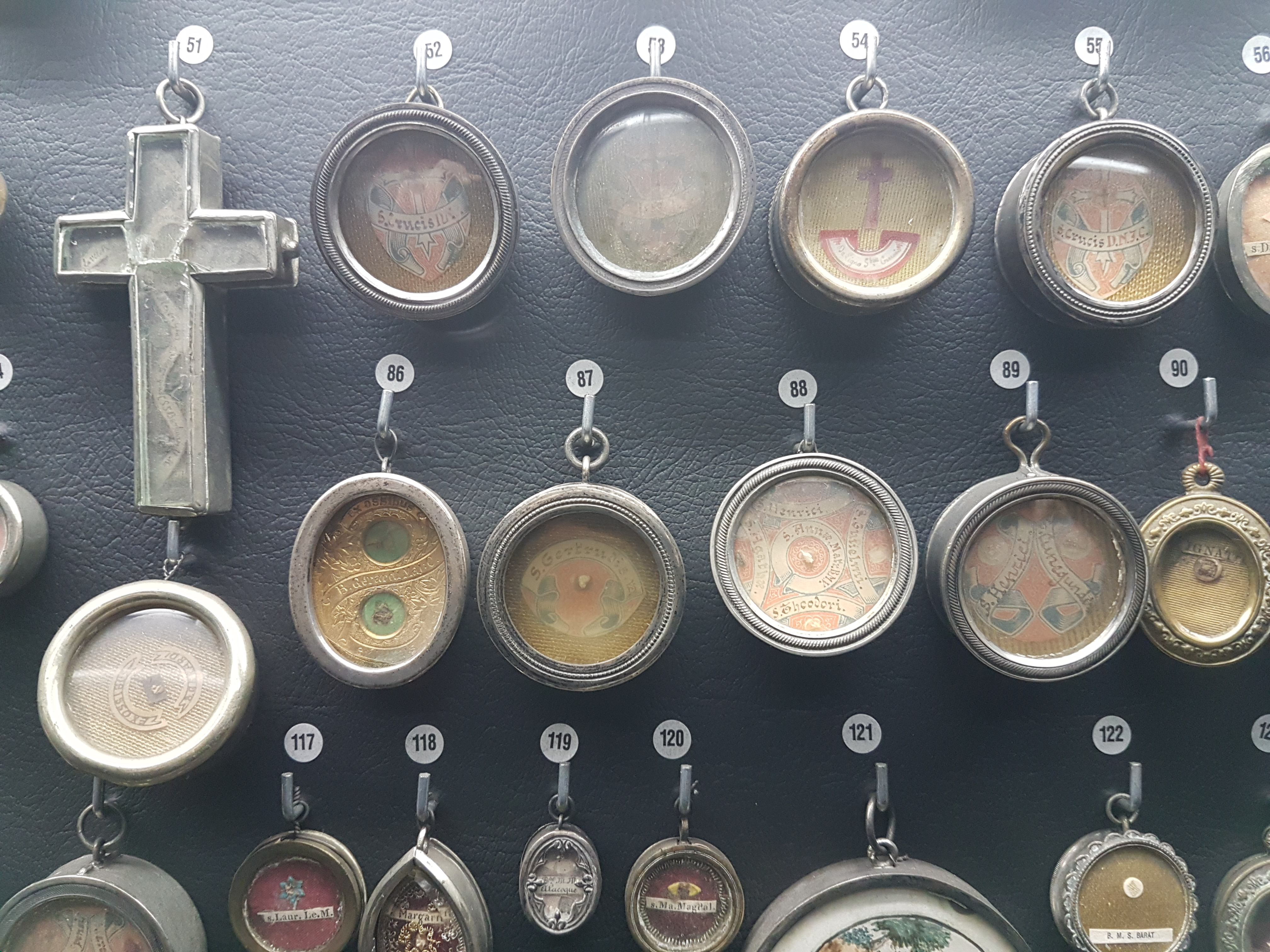
Verzameling theca's
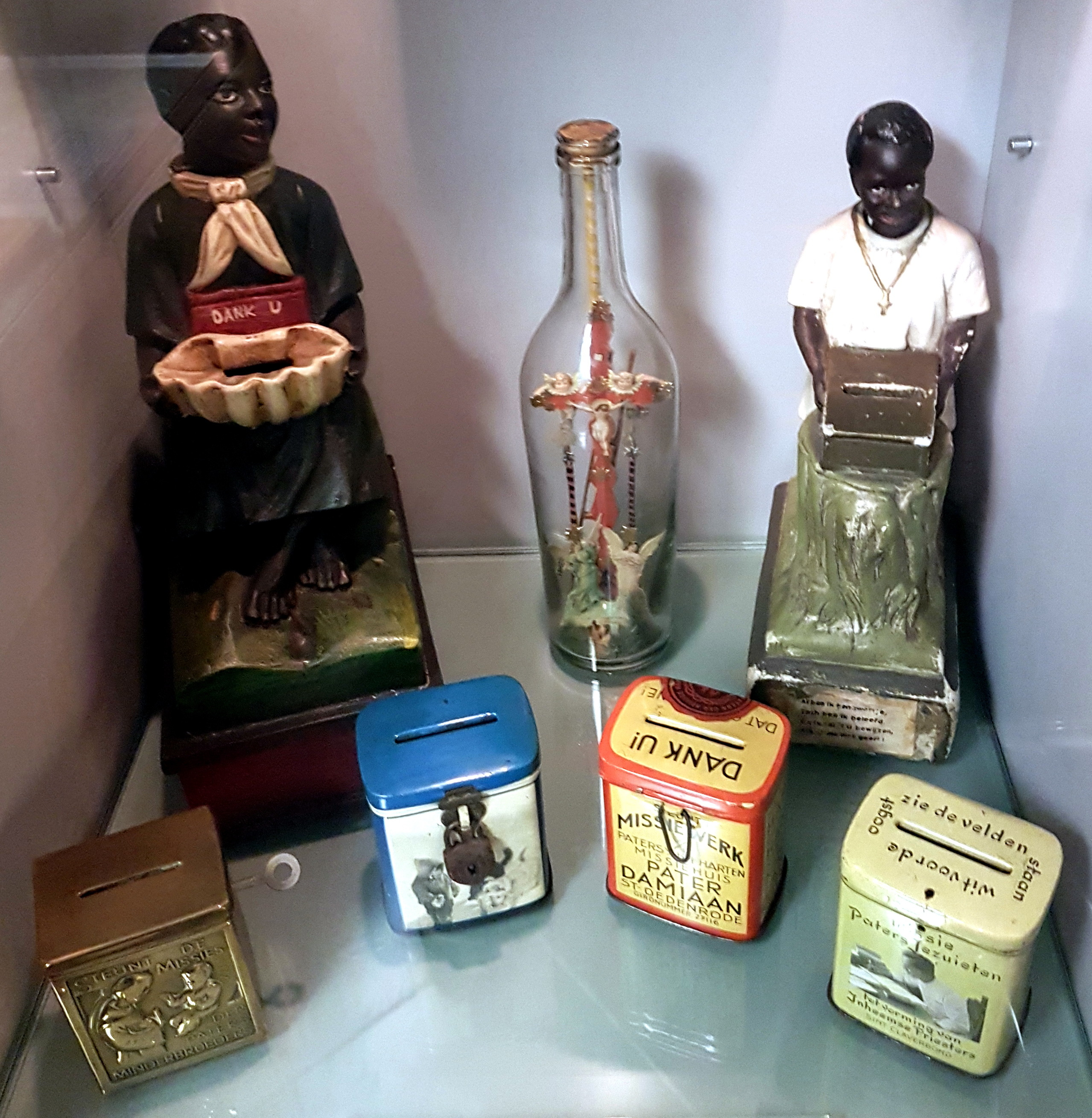
Missiebusjes
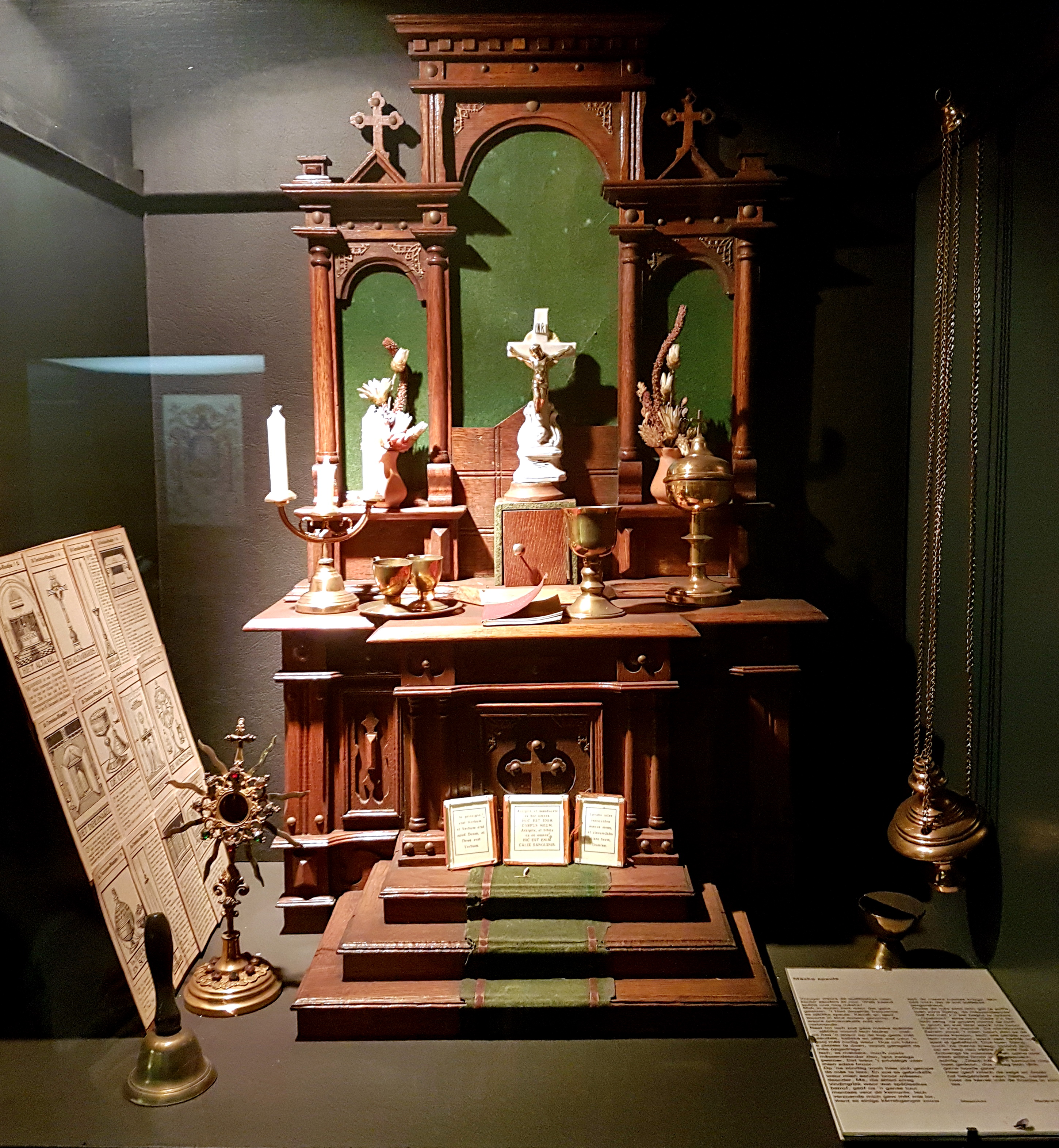
Speelgoedaltaar

### Textielschat

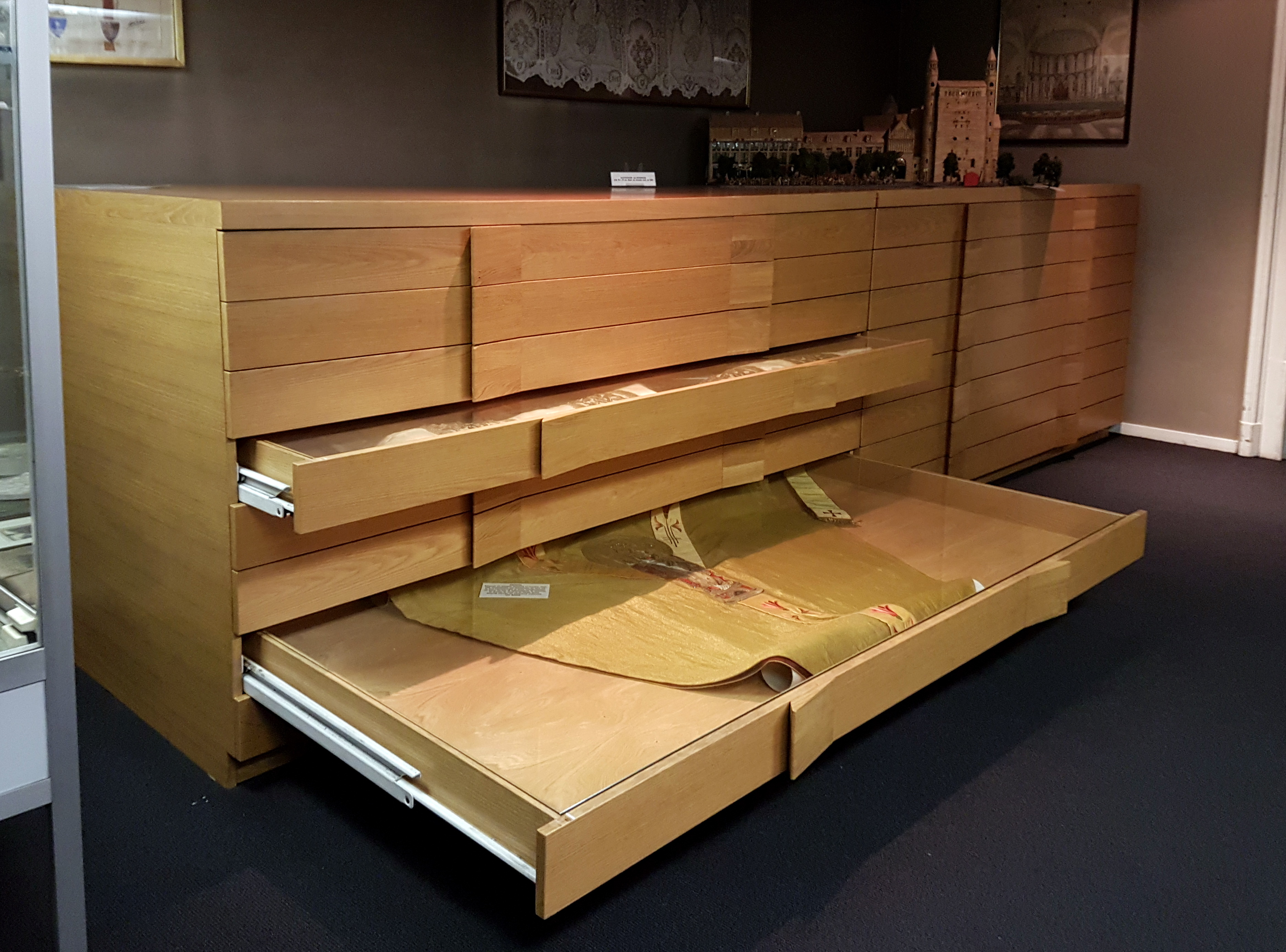
Ladekast met paramenten

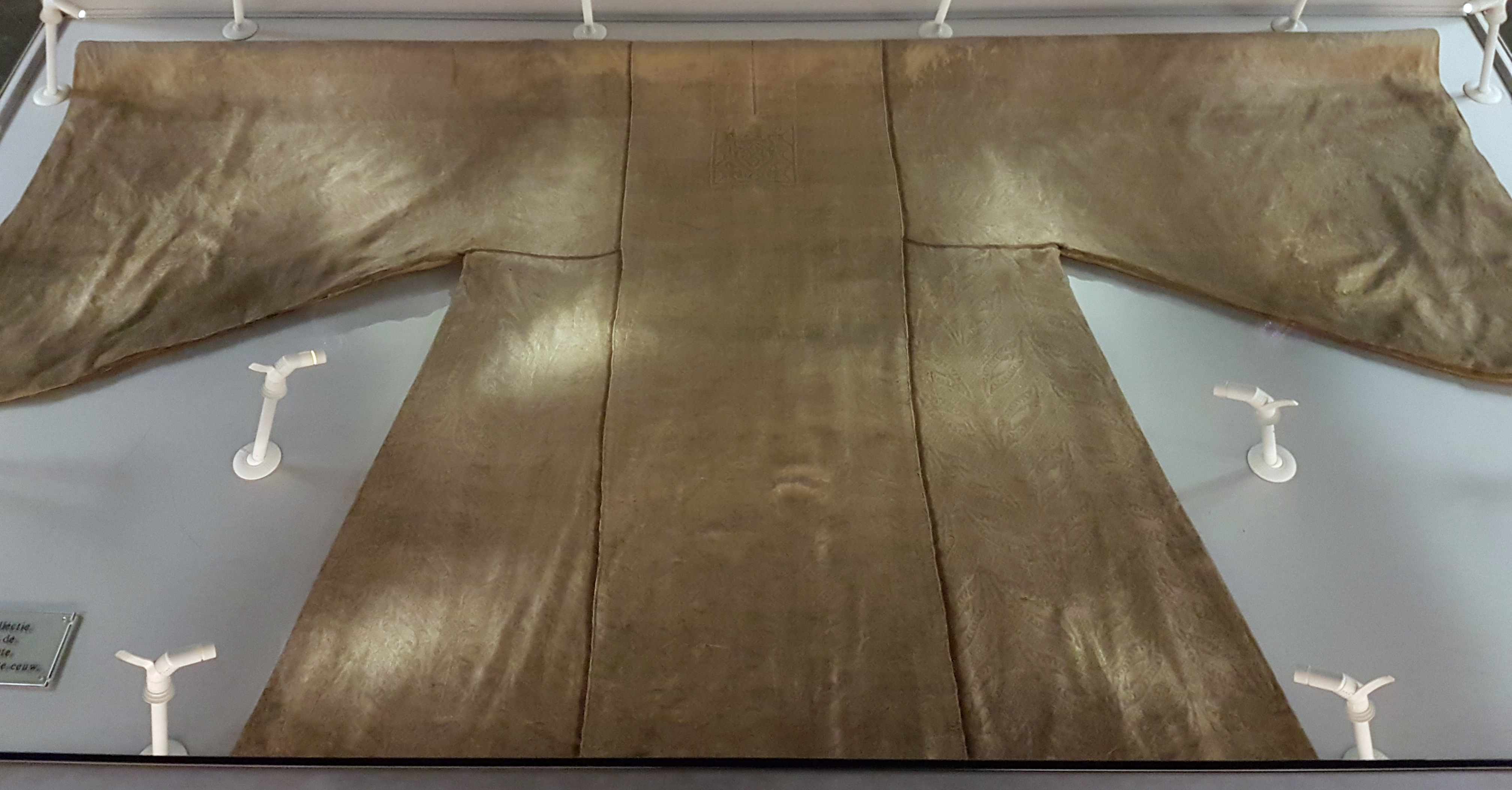
Levietenkleed van Lambertus

De textielschat van de Onze-Lieve-Vrouwekerk geldt als een van de belangrijkste verzamelingen van historische stoffen en liturgische gewaden (paramenten) van Nederland. Hoewel dit deel van de kerkschat wellicht minder heeft geleden in de Franse tijd, is daarna door slordigheid veel verdwenen of vernield. In 1805 werden de overgebleven paramenten van het toen al enkele jaren opgeheven kapittel overgedragen aan de Sint-Nicolaaskerk en de Sint-Martinuskerk. Op de inventarislijst komen diverse rijkgeborduurde koorkappen voor, waarvan sindsdien elk spoor ontbreekt. Het zogenaamde kleed van Lambertus bleef gehavend achter nadat Franz Bock, die zijn bijnaam "Schären-Franz" eer aandeed, er een flink stuk uitknipte. Van de zeven middeleeuwse reliekenbeurzen die de kerk in 1902 (en wellicht nog in 1938) in bezit had, is er thans nog maar één over. De belangrijkste textilia zijn:
- Het zgn. Lambertuskleed of Levietenkleed van Lambertus (Centraal-Azië?, 8e-12e eeuw?)[22]
- Roodfluwelen bursa of reliekenbeurs (Frankrijk, 15e eeuw)[23]
- Dalmatiek, kazuifel en stola's van geschoren rode brokaat (17e eeuw) met
- geborduurde aurifrisen uit ca. 1520
- Koorkap van witte zijde met borduursels uit ca. 1525
- Koorkap van witte zijde met goudborduursels met het wapen van deken Petrus van Loon (late 17e eeuw)[24]
- Antependium van witte zijde met goudborduursels (late 17e eeuw)[25]
- Hongerdoek (velum quadragesimale) van geborduurde zijde (late 18e eeuw)
- Kruisvaandel met borduursel in goud- en zilverdraad van de Hemelvaart van Maria (ca. 1800)[26]

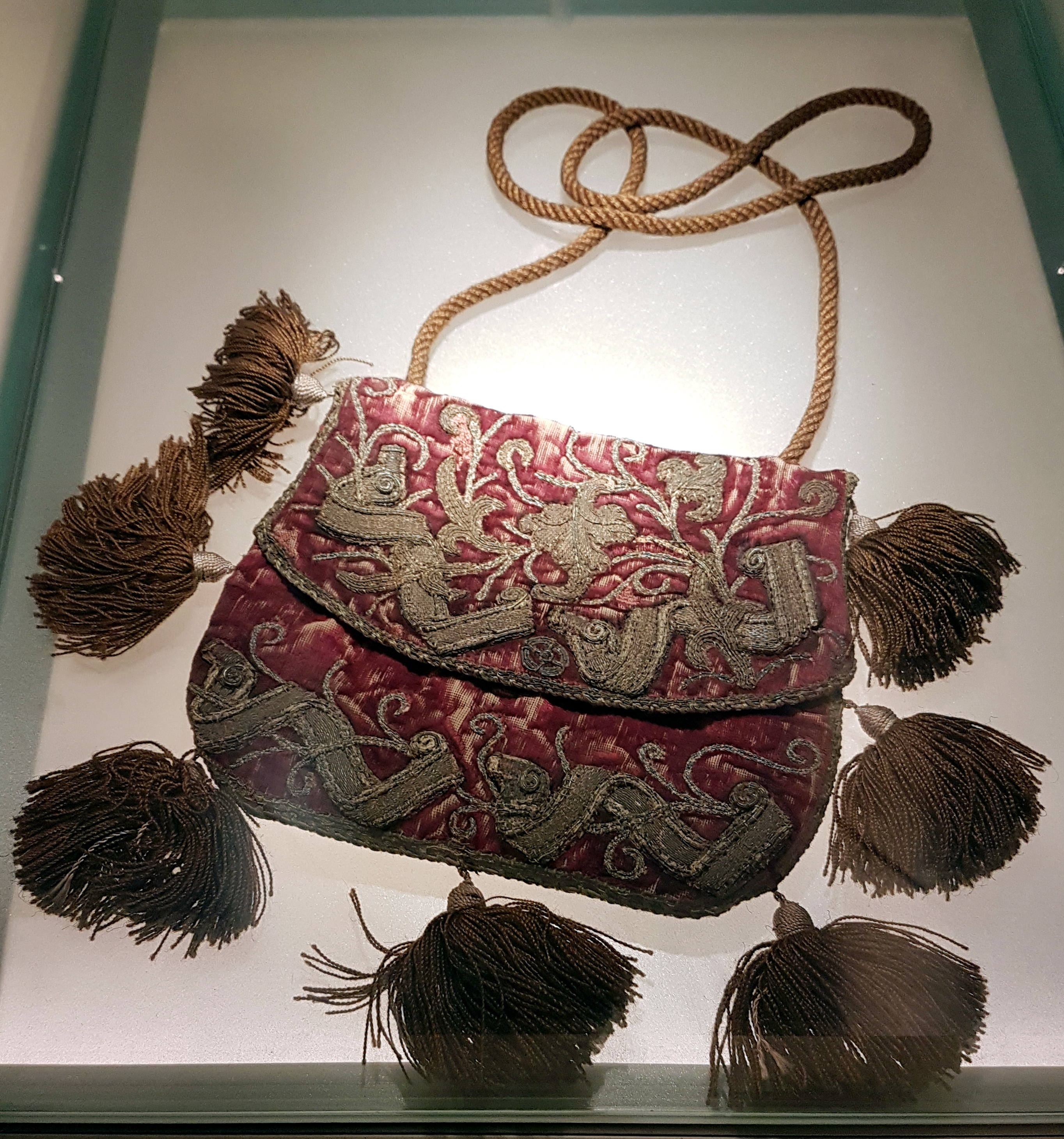
Fluwelen reliekenbeurs
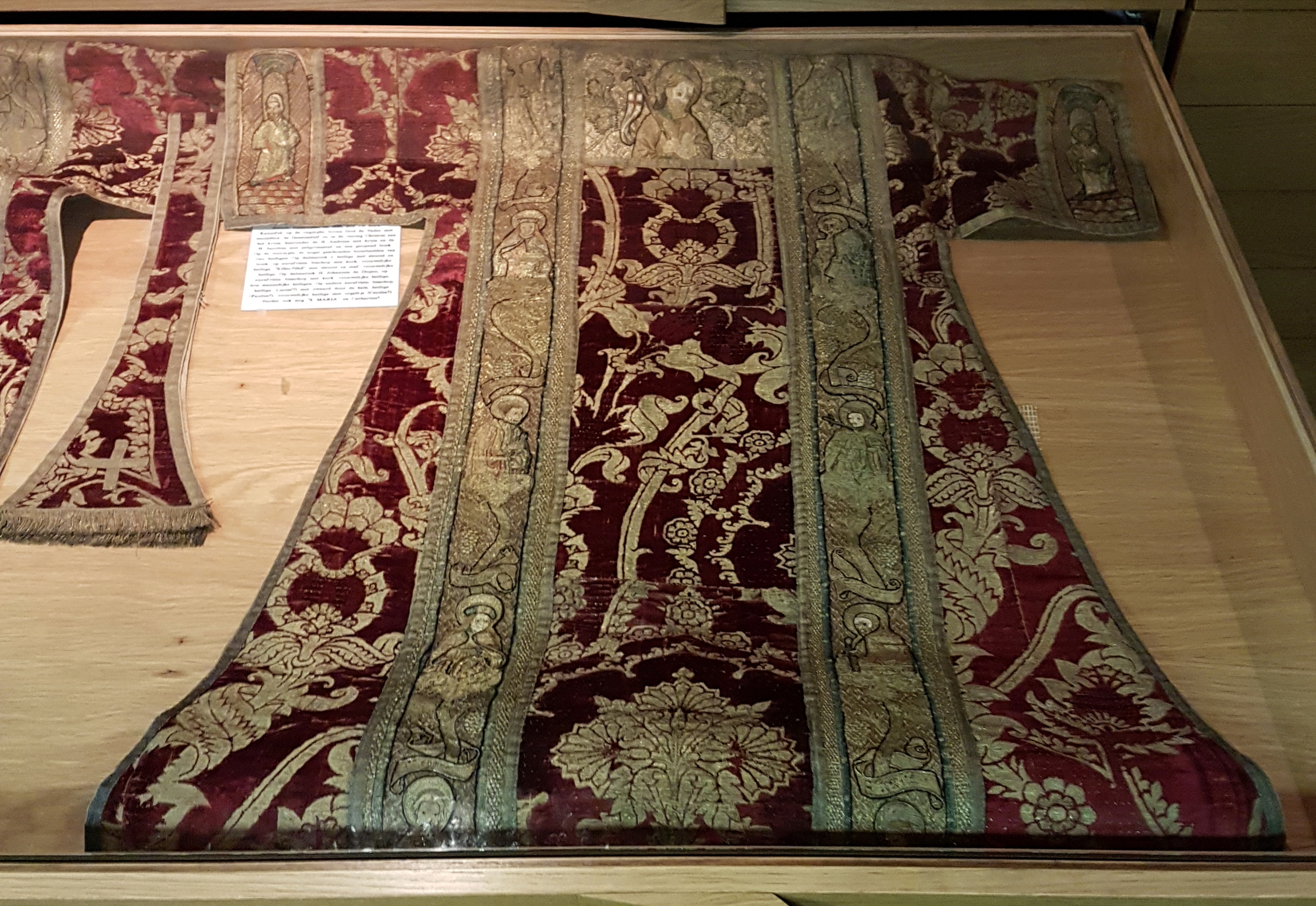
Dalmatiek, 16e-17e eeuw
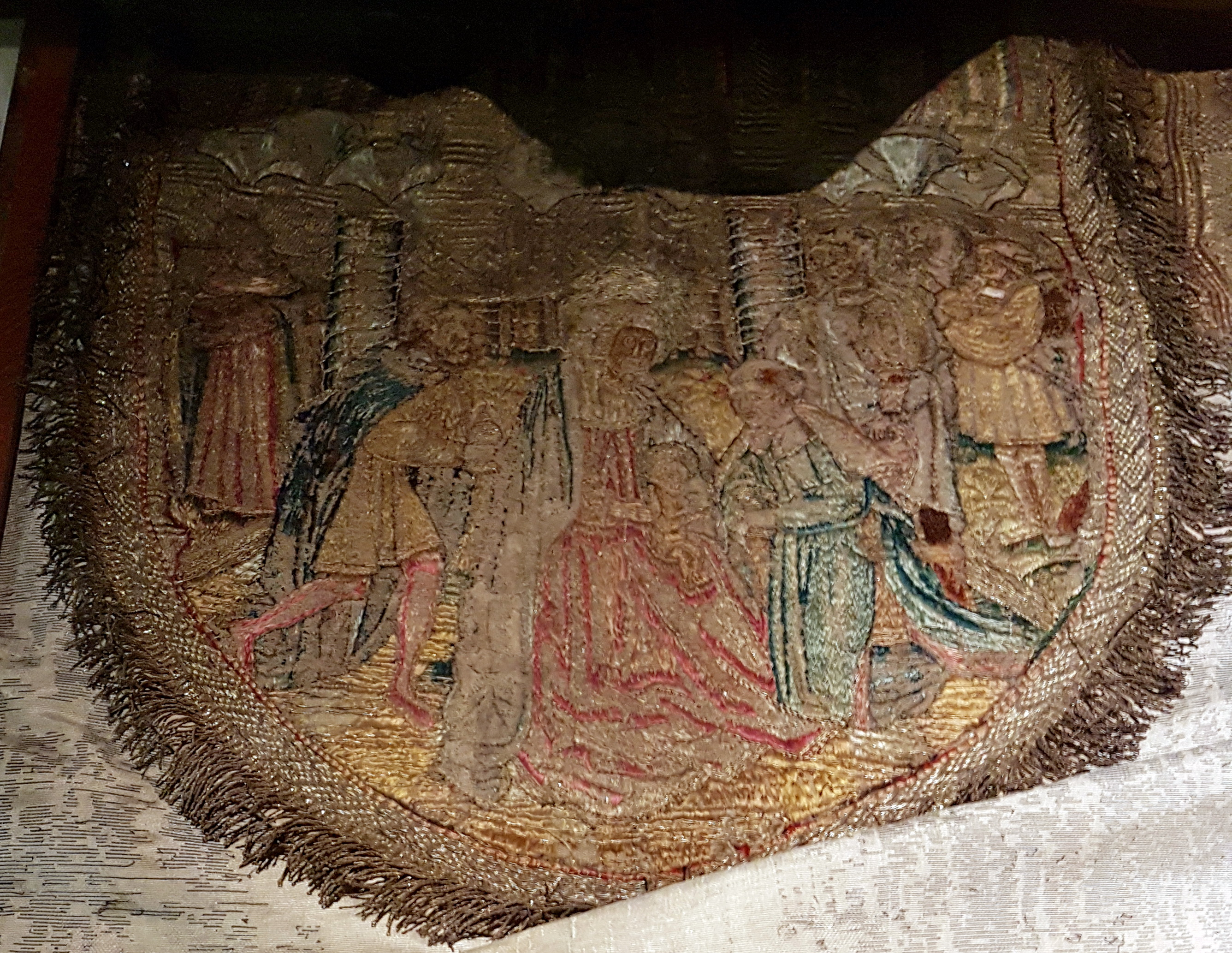
Detail koormantel, ca. 1525
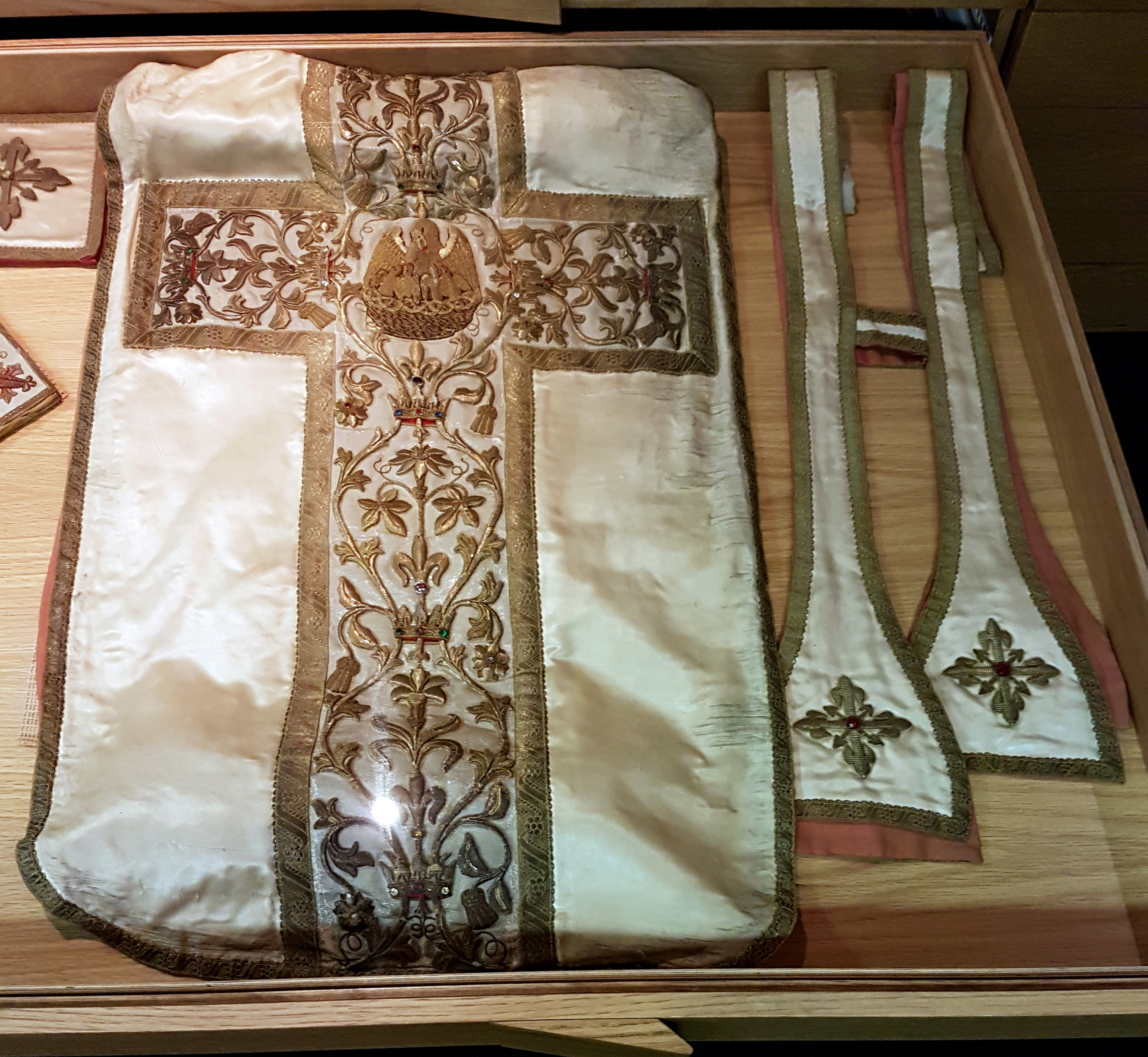
Kazuifel en stola, ca. 1850

### Kunstcollectie
De kunstcollectie van de schatkamer van de Onze-Lieve-Vrouwebasiliek bestaat uit een bescheiden verzameling schilderijen, etsen en gravures en diverse houten beelden en reliëfs. De belangrijkste schilderijen en beelden zijn: een houten paneelschildering met De droom van Jakob (Vlaams, ca. 1500-50), twee 17e-eeuwse doeken, toegeschreven aan Erasmus Quellinus II ofwel Theodoor van Thulden: één met de H. Caecilia, de ander met de H. Agnes, een portret van een franciscaner monnik (wellicht pater Vink), een 15e-eeuws Mariabeeld met inktkoker en een 17e-eeuws beeld van Catharina van Siena. De collectie in de schatkamer vormt een geheel met de schilderijen en beelden elders in de kerk.

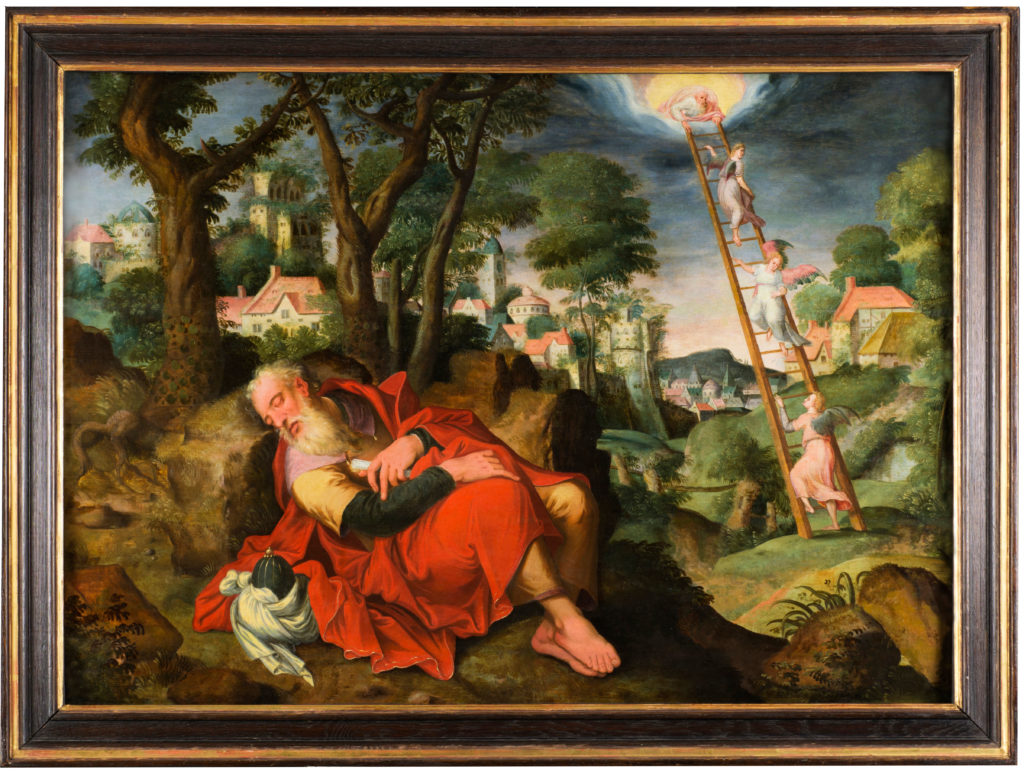
De droom van Jacob
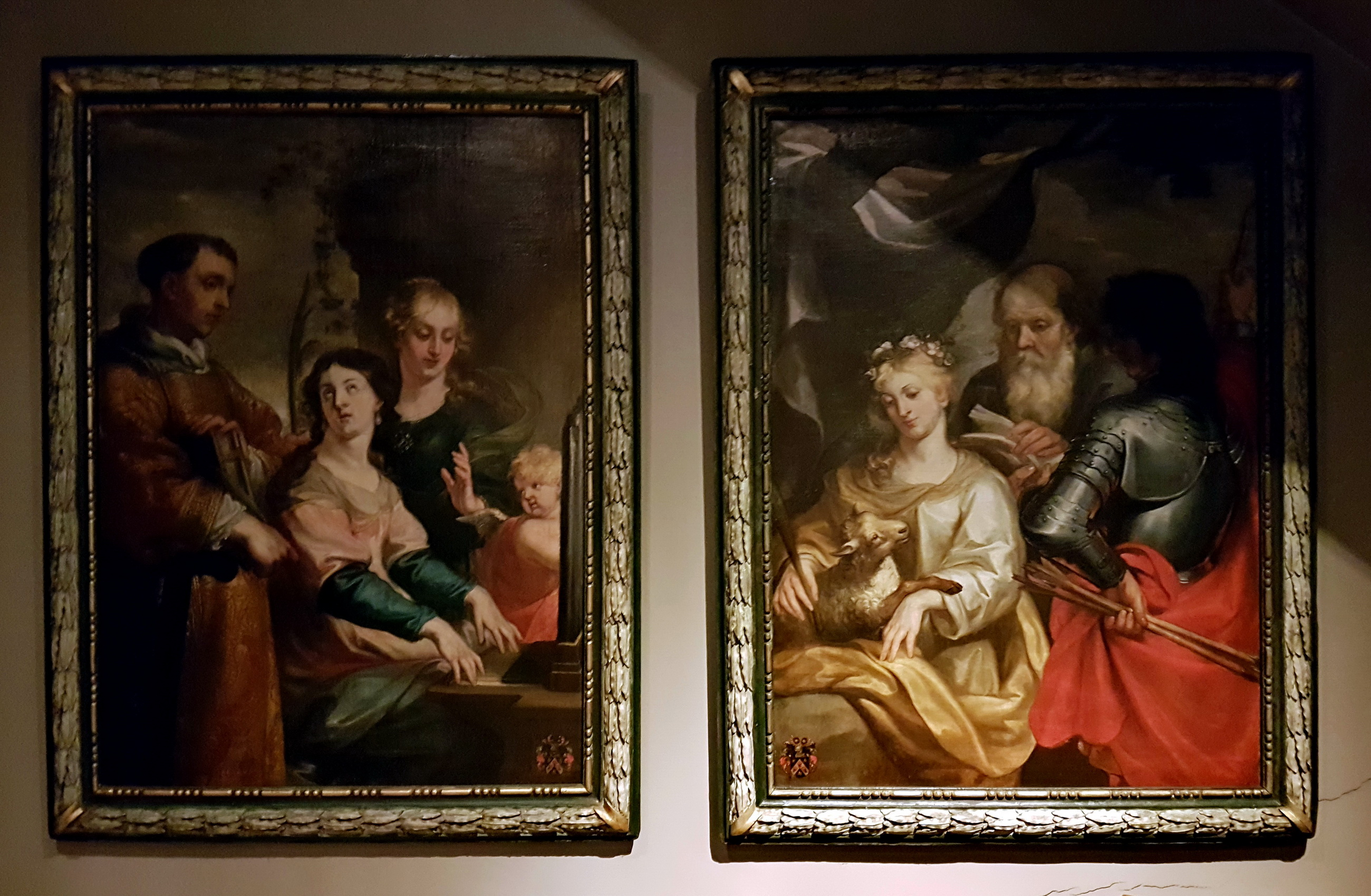
Sint-Cecilia en Sint-Agnes
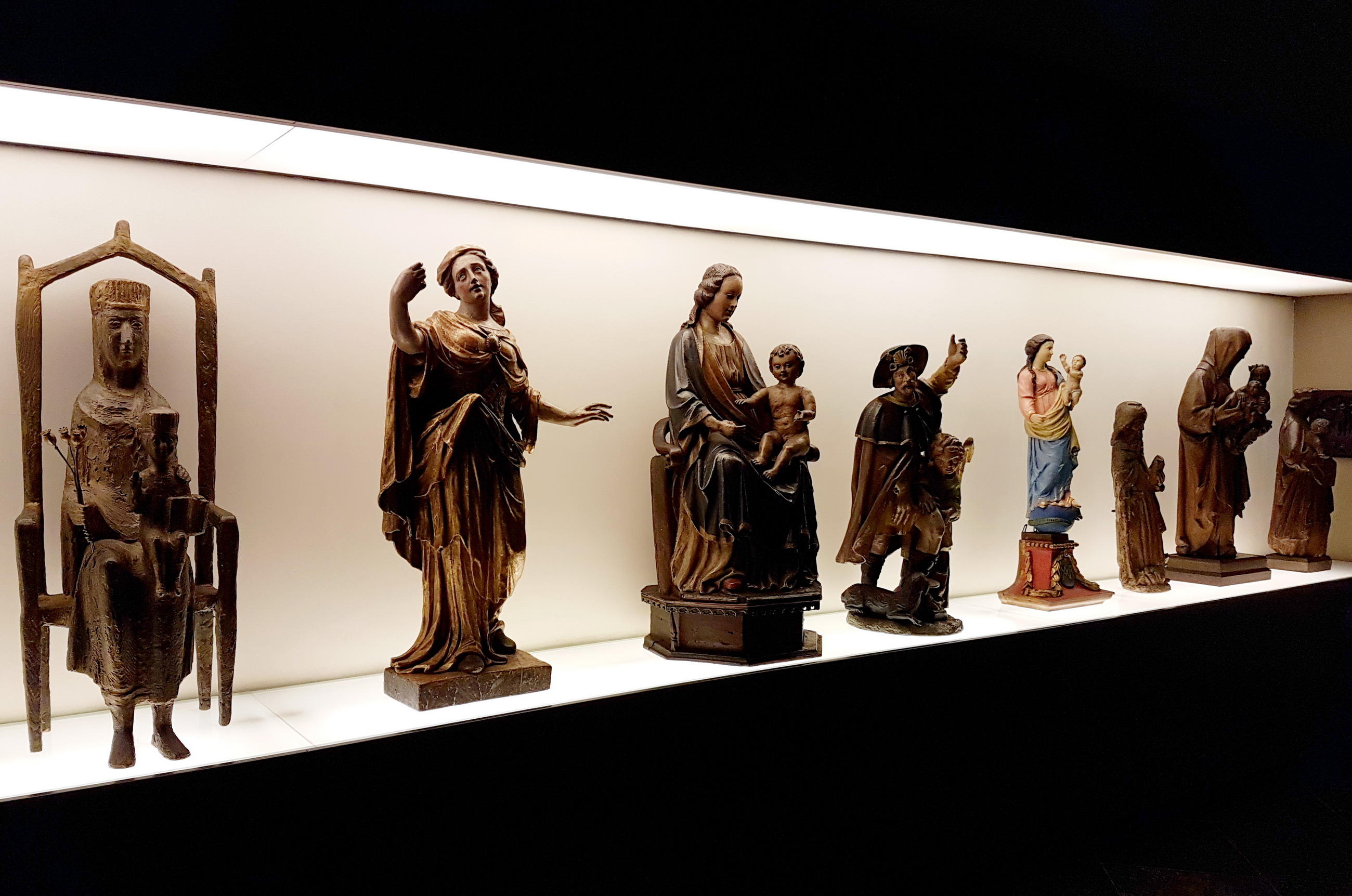
Beeldencollectie
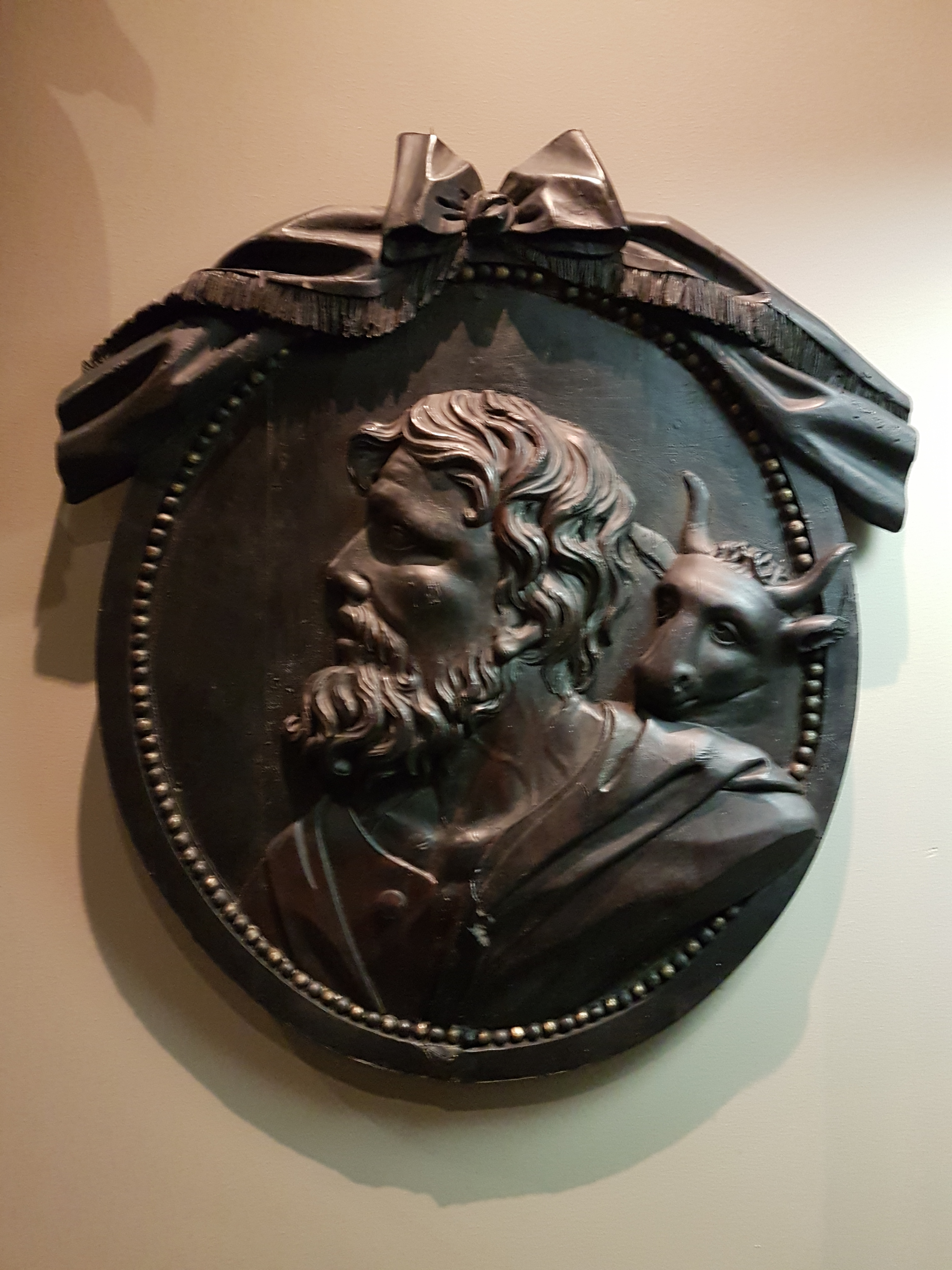
Reliëf van Sint-Lukas

### Historische collectie
Hoewel het meeste in de Franse Tijd verloren is gegaan, bezit de schatkamer diverse oorkonden, boeken en andere voorwerpen, die inzicht verschaffen in de geschiedenis van de kerk en het kapittel.

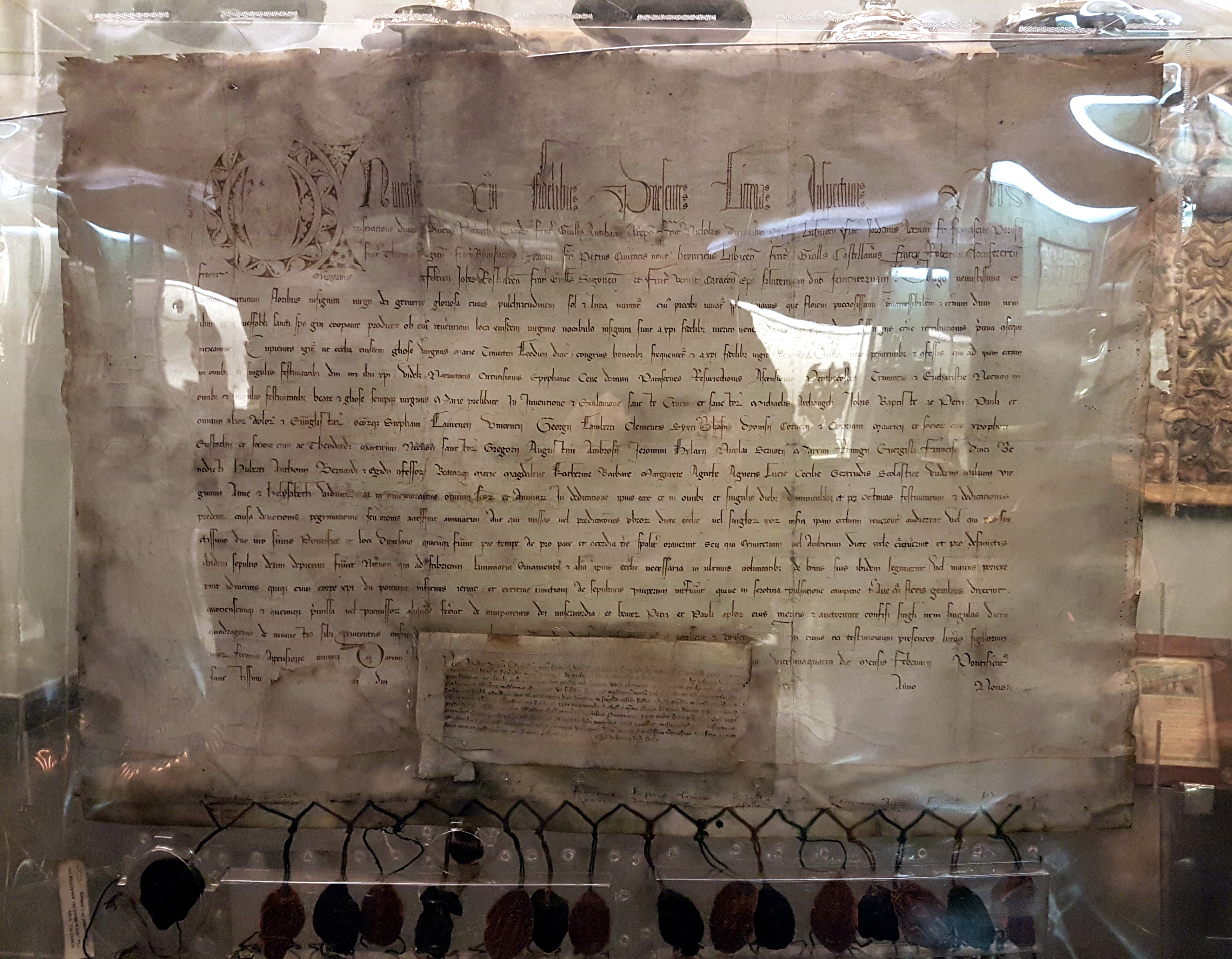
Middeleeuwse oorkonde
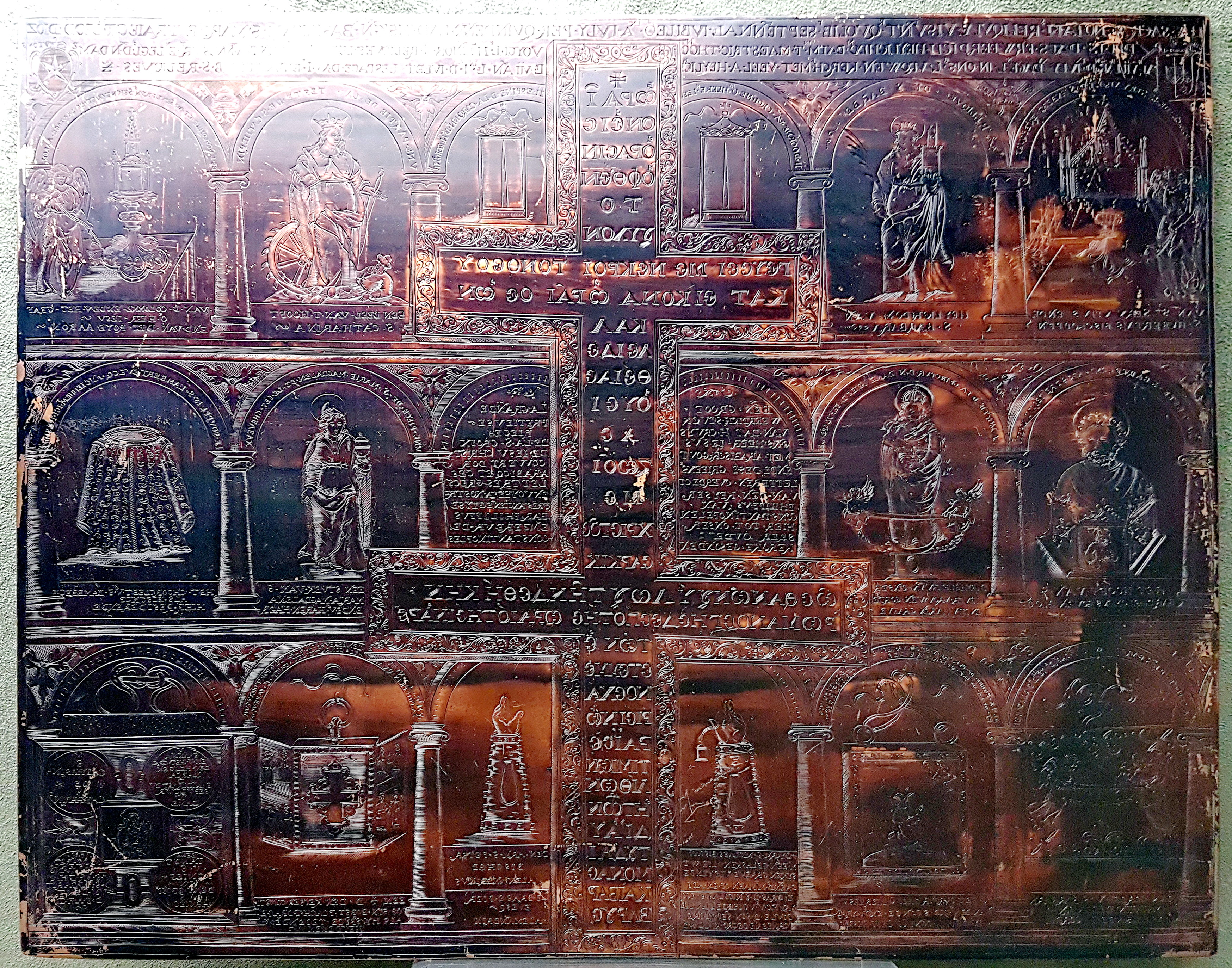
Drukplaat voor reliekentoningsformulieren
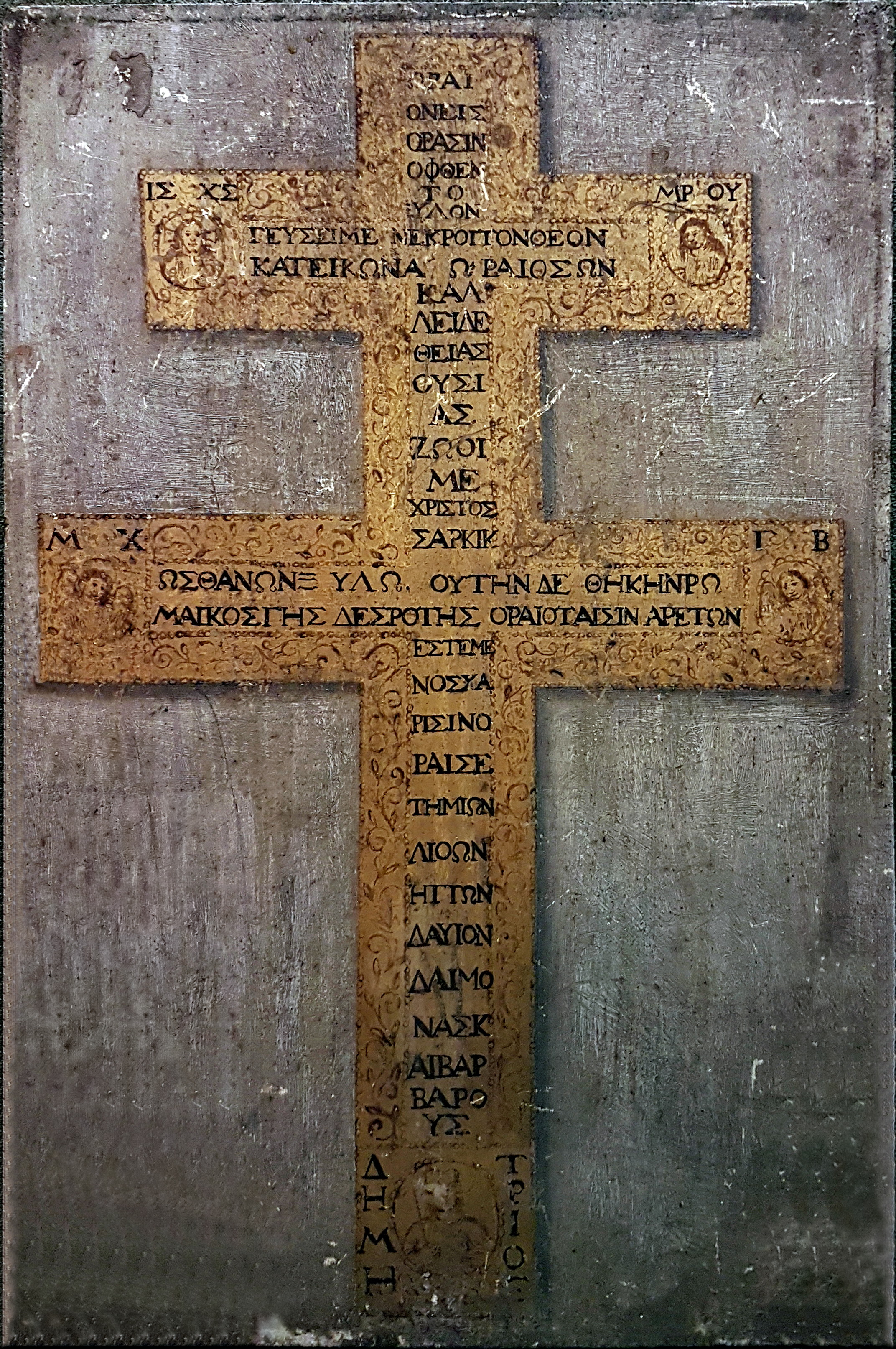
Paneelschildering patriarchaalkruis
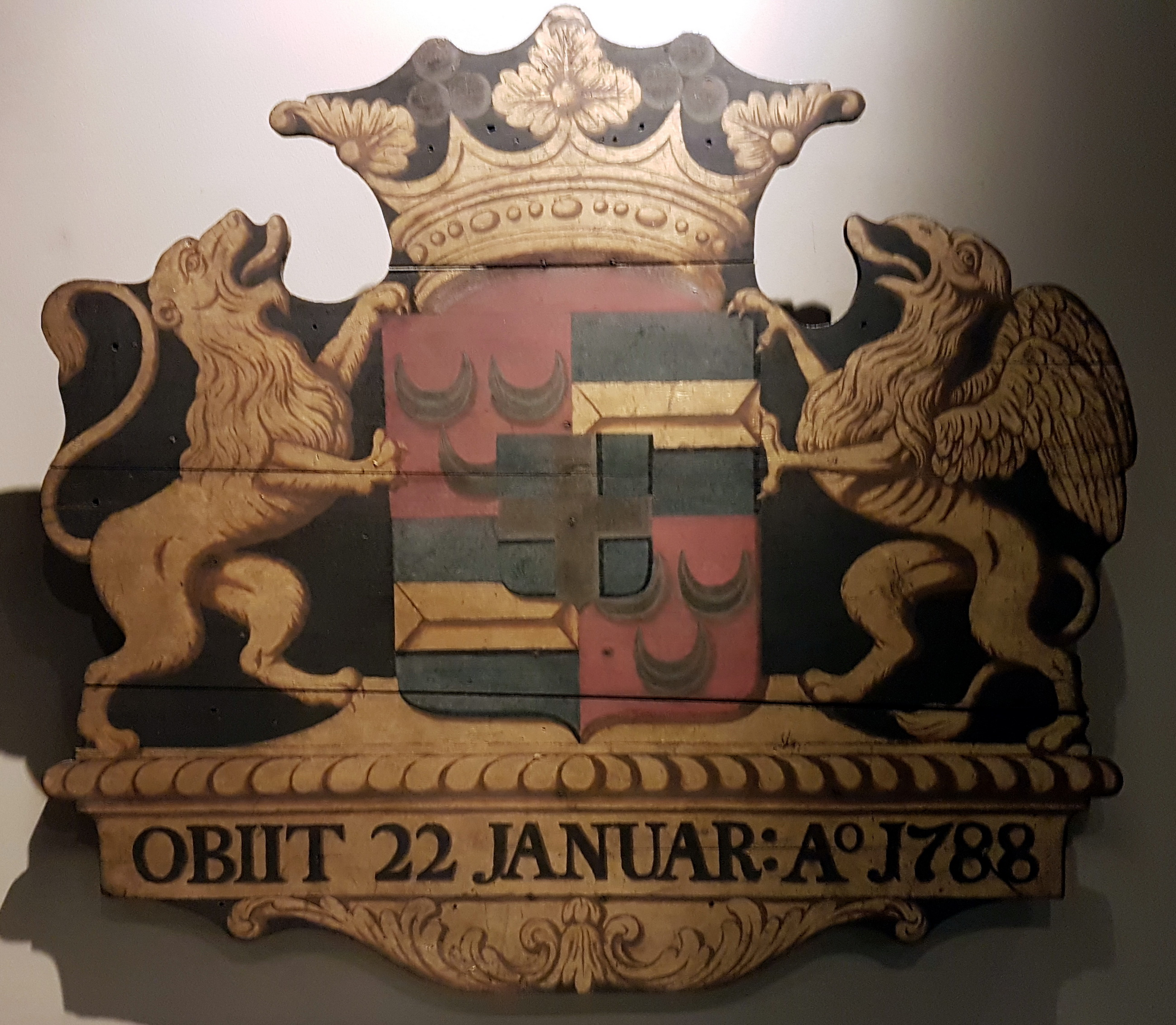
Rouwbord uit 1788